# الطواف النسائي للاتحاد الدولي لكرة المضرب – 2012 (أبريل–يونيو)
الطواف النسائي للاتحاد الدولي لكرة المضرب هي نسخة عام 2012 من الجولة الثانية في لعبة كرة المضرب للمحترفات. تنظمها الاتحاد الدولي لكرة المضرب وهي درجة أقل من جولة رابطة محترفات التنس. يتضمن الطواف العالمي لكرة المضرب النسائية برعاية الاتحاد الدولي لكرة المضرب بطولات بجوائز مالية تتراوح من $15،000 إلى $100،000.

## المواسم
| مواسم الطواف العالمي لكرة المضرب النسائية برعاية الاتحاد الدولي لكرة المضرب | مواسم الطواف العالمي لكرة المضرب النسائية برعاية الاتحاد الدولي لكرة المضرب | مواسم الطواف العالمي لكرة المضرب النسائية برعاية الاتحاد الدولي لكرة المضرب | مواسم الطواف العالمي لكرة المضرب النسائية برعاية الاتحاد الدولي لكرة المضرب | مواسم الطواف العالمي لكرة المضرب النسائية برعاية الاتحاد الدولي لكرة المضرب | مواسم الطواف العالمي لكرة المضرب النسائية برعاية الاتحاد الدولي لكرة المضرب | مواسم الطواف العالمي لكرة المضرب النسائية برعاية الاتحاد الدولي لكرة المضرب | مواسم الطواف العالمي لكرة المضرب النسائية برعاية الاتحاد الدولي لكرة المضرب | مواسم الطواف العالمي لكرة المضرب النسائية برعاية الاتحاد الدولي لكرة المضرب | مواسم الطواف العالمي لكرة المضرب النسائية برعاية الاتحاد الدولي لكرة المضرب |
| تسعينيات القرن العشرين                                                      | تسعينيات القرن العشرين                                                      | تسعينيات القرن العشرين                                                      | تسعينيات القرن العشرين                                                      | تسعينيات القرن العشرين                                                      | تسعينيات القرن العشرين                                                      | تسعينيات القرن العشرين                                                      | تسعينيات القرن العشرين                                                      | تسعينيات القرن العشرين                                                      | تسعينيات القرن العشرين                                                      |
| --------------------------------------------------------------------------- | --------------------------------------------------------------------------- | --------------------------------------------------------------------------- | --------------------------------------------------------------------------- | --------------------------------------------------------------------------- | --------------------------------------------------------------------------- | --------------------------------------------------------------------------- | --------------------------------------------------------------------------- | --------------------------------------------------------------------------- | --------------------------------------------------------------------------- |
| 1994                                                                        | 1995                                                                        | 1995                                                                        | 1996                                                                        | 1997                                                                        | 1998                                                                        | 1999                                                                        |                                                                             |                                                                             |                                                                             |
| العقد الأول من القرن 21                                                     |                                                                             |                                                                             |                                                                             |                                                                             |                                                                             |                                                                             |                                                                             |                                                                             |                                                                             |
| 2000                                                                        | 2001                                                                        | 2002                                                                        | 2003                                                                        | 2004                                                                        | 2005                                                                        | 2006                                                                        | 2007                                                                        | 2008 الربع الأول · الربع الثاني · الربع الثالث                              | 2009                                                                        |
| العقد الثاني من القرن 21                                                    |                                                                             |                                                                             |                                                                             |                                                                             |                                                                             |                                                                             |                                                                             |                                                                             |                                                                             |
| 2010 الربع الأول · الربع الثاني · الربع الثالث · الربع الرابع               | 2011 الربع الأول · الربع الثاني · الربع الثالث · الربع الرابع               | 2012 الربع الأول · الربع الثاني · الربع الثالث · الربع الرابع               | 2013 الربع الأول · الربع الثاني · الربع الثالث · الربع الرابع               | 2014 الربع الأول · الربع الثاني · الربع الثالث · الربع الرابع               | 2015 الربع الأول · الربع الثاني · الربع الثالث · الربع الرابع               | 2016 الربع الأول · الربع الثاني · الربع الثالث · الربع الرابع               | 2017 الربع الأول · الربع الثاني · الربع الثالث · الربع الرابع               | 2018 الربع الأول · الربع الثاني · الربع الثالث · الربع الرابع               | 2019 الربع الأول · الربع الثاني · الربع الثالث · الربع الرابع               |
| العقد الثالث من القرن 21                                                    |                                                                             |                                                                             |                                                                             |                                                                             |                                                                             |                                                                             |                                                                             |                                                                             |                                                                             |
| 2020 الربع الأول · الربع الثاني · الربع الثالث · الربع الرابع               | 2021 الربع الأول · الربع الثاني · الربع الثالث · الربع الرابع               | 2022 الربع الأول · الربع الثاني · الربع الثالث · الربع الرابع               | 2023 الربع الأول · الربع الثاني · الربع الثالث · الربع الرابع               | 2024 الربع الأول · الربع الثاني · الربع الثالث · الربع الرابع               | 2025 الربع الأول · الربع الثاني · الربع الثالث · الربع الرابع               |                                                                             |                                                                             |                                                                             |                                                                             |

## المفتاح
| الفئات      | القيمة المالية |
| بطولات W100 | $100,000       |
| بطولات W75  | $75,000        |
| بطولات W50  | $50,000        |
| بطولات W25  | $25,000        |
| بطولات W15  | $15,000        |
| بطولات W10  | $10,000        |

## الأشهر

### أبريل
| الأسبوع  | البطولة | الفائزات                                                          | الوصيفات                                  | المتأهلات لنصف النهائي                       | المتأهلات لربع النهائي                                                        |
| -------- | --- | ----------------------------------------------------------------- | ----------------------------------------- | -------------------------------------------- | ----------------------------------------------------------------------------- |
| 2 أبريل  | تورينت، إسبانيا ملعب ترابي $10،000 قرعة المباريات الفردية والزوجية                                                        | أندريا لازارو غارسيا 6–0، 3–6، 4–1، انسحب                         | جوليا جاتو مونتيكوني                      | بيلار دومينغيز لوبيز يلينا أوستابينكو        | إيفون كافالي رايمرز بينيديتا دافاتتو نانولي بيبييا سيلفيا غارسيا خيمينيز      |
| 2 أبريل  | تورينت، إسبانيا ملعب ترابي $10،000 قرعة المباريات الفردية والزوجية                                                        | إيفون كافالي رايمرز إيزابيل رابيساردا كالفو 4–6، 7–6(7–5)، [10–8] | كسينيا ميليفسكايا أنستاسيا موخاميتوفا     | بيلار دومينغيز لوبيز يلينا أوستابينكو        | إيفون كافالي رايمرز بينيديتا دافاتتو نانولي بيبييا سيلفيا غارسيا خيمينيز      |
| 2 أبريل  | كاندية، اليونان Carpet $10،000 قرعة المباريات الفردية والزوجية                                                            | سيلفيا نجيريتش 6–3، 6–4                                           | تمارا تشروفيتش                            | أليس سافوريتي جوليا سوساريلو                 | ماريا سكاري أغاتا بارانسكا باتريسيا ماريا تيغ ديانا ماركو                     |
| 2 أبريل  | كاندية، اليونان Carpet $10،000 قرعة المباريات الفردية والزوجية                                                            | مارتينا بوريكا بترا كرجسوفا 6–0، 6–0                              | لينا جورشيسكا ديسبينا فوكاساري            | أليس سافوريتي جوليا سوساريلو                 | ماريا سكاري أغاتا بارانسكا باتريسيا ماريا تيغ ديانا ماركو                     |
| 2 أبريل  | تيسينديرلو، بلجيكا ملعب ترابي $25،000 قرعة المباريات الفردية والزوجية نسخة محفوظة 2012-06-14 على موقع واي باك مشين.       | مارينا زانيفسكا 6–2، 6–2                                          | تاتيانا مالك                              | يلينا سفيتولينا فيسنا دولونك                 | ساندرا زاهلافوفا ناستازيا بورنيت أليسون فان يوتفانخ كيرستن فليبكينس           |
| 2 أبريل  | تيسينديرلو، بلجيكا ملعب ترابي $25،000 قرعة المباريات الفردية والزوجية نسخة محفوظة 2012-06-14 على موقع واي باك مشين.       | ديمي شورس مارينا زانيفسكا 6–4، 6–3                                | تاتيانا مالك ستيفاني فوجت                 | يلينا سفيتولينا فيسنا دولونك                 | ساندرا زاهلافوفا ناستازيا بورنيت أليسون فان يوتفانخ كيرستن فليبكينس           |
| 2 أبريل  | أنطاليا-بلكونتي، تركيا ملعب صلب $10،000 قرعة المباريات الفردية والزوجية                                                   | آنا كارولينا شميدلوفا 7–5، 6–2                                    | آنا لينا فريدسام                          | لو جياجينغ شانتال شكاملوفا                   | كاتارينا لينيرت نويل هيكي غانا بوزنيخيرينكو فاليريا ستراخوفا                  |
| 2 أبريل  | أنطاليا-بلكونتي، تركيا ملعب صلب $10،000 قرعة المباريات الفردية والزوجية                                                   | لو جياجينغ لو جياشيانغ 6–1، 6–0                                   | لوسي براون تارا مور                       | لو جياجينغ شانتال شكاملوفا                   | كاتارينا لينيرت نويل هيكي غانا بوزنيخيرينكو فاليريا ستراخوفا                  |
| 2 أبريل  | جاكسون، الولايات المتحدة ملعب ترابي $25،000 قرعة المباريات الفردية والزوجية                                               | هايدي الطباخ 6–0، 6–4                                             | يلينا بوفينا                              | ميساكي دوي كيارا شول                         | مونيكا بويغ تيريزا مردجا ساشا جونز ماري إيف بللوتيه                           |
| 2 أبريل  | جاكسون، الولايات المتحدة ملعب ترابي $25،000 قرعة المباريات الفردية والزوجية                                               | يلينا بوفينا تيريزا مردجا 6–3، 6–3                                | ميلين أرويو ماريا إيروغيين                | ميساكي دوي كيارا شول                         | مونيكا بويغ تيريزا مردجا ساشا جونز ماري إيف بللوتيه                           |
| 2 أبريل  | ريبيراو بريتو، البرازيل ملعب صلب $10،000 قرعة المباريات الفردية والزوجية                                                  | بياتريس حداد مايا 6–0، 6–1                                        | ناتاشا فوروقلاس                           | إيزابيلا روبّياني غابرييلا سي                 | ناتاشا لوتوفو ناتالي كوراتا كارلا فورت كارولينا زيبالوس                       |
| 2 أبريل  | ريبيراو بريتو، البرازيل ملعب صلب $10،000 قرعة المباريات الفردية والزوجية                                                  | فرناندا بريتو راكيل بيلتشر 6–3، 5–7، [10–7]                       | غابرييلا سي كارلا فورت                    | إيزابيلا روبّياني غابرييلا سي                 | ناتاشا لوتوفو ناتالي كوراتا كارلا فورت كارولينا زيبالوس                       |
| 2 أبريل  | فيلا ماريا، الأرجنتين ملعب ترابي $10،000 قرعة المباريات الفردية والزوجية                                                  | فينيسا فورلانيتو 6–3، 6–4                                         | باتريسيا كو فلوريس                        | دومينيكا غونزاليس دانييلا سيغيل              | غوادالوبي مورينو آنا فيكتوريا غوبِّي مونلاو كاميلا سيلفا ساشكا غافريلوسكا       |
| 2 أبريل  | فيلا ماريا، الأرجنتين ملعب ترابي $10،000 قرعة المباريات الفردية والزوجية                                                  | باتريسيا كو فلوريس دانييلا سيغيل 4–6، 6–1، [10–4]                 | ماريا فرناندا ألفاريز تيران كاميلا سيلفا  | دومينيكا غونزاليس دانييلا سيغيل              | غوادالوبي مورينو آنا فيكتوريا غوبِّي مونلاو كاميلا سيلفا ساشكا غافريلوسكا       |
| 2 أبريل  | شيبينيك، كرواتيا ملعب ترابي $10،000 قرعة المباريات الفردية والزوجية                                                       | إنديري أكيكي 7–5، 6–2                                             | تياشا شريمبف                              | هيلدا ميلاندر ديانا بانوفتش                  | بلونا ريبرشاك إيفانا كليبتش مارتينا كوبيتشكوفا نيدا كوبركينا                  |
| 2 أبريل  | شيبينيك، كرواتيا ملعب ترابي $10،000 قرعة المباريات الفردية والزوجية                                                       | صوفيا كوفاليتس هيلدا ميلاندر 2–1، انسحاب                          | فاسيليسزا بولغاكوفا آنه شيفر              | هيلدا ميلاندر ديانا بانوفتش                  | بلونا ريبرشاك إيفانا كليبتش مارتينا كوبيتشكوفا نيدا كوبركينا                  |
| 2 أبريل  | المنامة، البحرين ملعب صلب $10،000 قرعة المباريات الفردية والزوجية                                                         | لو برولو 7–5، 6–1                                                 | ألكساندرينا نايدينوفا                     | فاطمة النبهاني آبي مايرز                     | أندريا كوخ بنفنوتو فيرينا شميد مارغريتا لازاريفا كاتي روكيرت                  |
| 2 أبريل  | المنامة، البحرين ملعب صلب $10،000 قرعة المباريات الفردية والزوجية                                                         | آبي مايرز آنا تيولبا 6–3، 3–6، [13–11]                            | يانا سيزيكوفا آنا زيا                     | فاطمة النبهاني آبي مايرز                     | أندريا كوخ بنفنوتو فيرينا شميد مارغريتا لازاريفا كاتي روكيرت                  |
| 2 أبريل  | الجزائر (مدينة)، الجزائر ملعب ترابي $10،000 قرعة المباريات الفردية والزوجية                                               | كوني بيرين 6–3، 6–0                                               | إيفون نويورث                              | أماندين كازو ألكساندرا رومانوفا              | فاطمة العلمي فاليري فيرهامي مي القماش ألينا فيسل                              |
| 2 أبريل  | الجزائر (مدينة)، الجزائر ملعب ترابي $10،000 قرعة المباريات الفردية والزوجية                                               | ألكساندرا رومانوفا ألينا فيسل 4–6، 6–1، [12–10]                   | فاطمة العلمي كوستانزا ميكي                | أماندين كازو ألكساندرا رومانوفا              | فاطمة العلمي فاليري فيرهامي مي القماش ألينا فيسل                              |
| 9 أبريل  | ITF Women's Circuit – ونشان ونشان، الصين ملعب صلب $50،000 فردي – زوجي                                                     | هيش سو وي 6–3، 6–3                                                | تشينغ سيساي                               | جونري ناميجاتا شو يفيان                      | أيو فاني دامايانتي تامارين هندلر ليو فانجزو ألكساندرينا نايدينوفا             |
| 9 أبريل  | ITF Women's Circuit – ونشان ونشان، الصين ملعب صلب $50،000 فردي – زوجي                                                     | هيش شو يينغ هيش سو وي 6–3، 6–2                                    | ليو زانتيج شو يفيان                       | جونري ناميجاتا شو يفيان                      | أيو فاني دامايانتي تامارين هندلر ليو فانجزو ألكساندرينا نايدينوفا             |
| 9 أبريل  | بيلهام، الولايات المتحدة ملعب ترابي $25،000 قرعة المباريات الفردية والزوجية نسخة محفوظة 2012-06-14 على موقع واي باك مشين. | هايدي الطباخ 3–6، 6–2، 6–4                                        | إيدينا جالوفيتس هول                       | ميشيل لارشر دي بريتو ماريانا دوكي            | تتيانا لوزانسكا ساكا جونز فلورنسيا مولينيرو كوكو فاندويغ                      |
| 9 أبريل  | بيلهام، الولايات المتحدة ملعب ترابي $25،000 قرعة المباريات الفردية والزوجية نسخة محفوظة 2012-06-14 على موقع واي باك مشين. | جولي كوين ماري إيف بللوتيه 7–5، 6–4                               | يلينا بوفينا إيكاترينا بيشكوفا            | ميشيل لارشر دي بريتو ماريانا دوكي            | تتيانا لوزانسكا ساكا جونز فلورنسيا مولينيرو كوكو فاندويغ                      |
| 9 أبريل  | هفار، كرواتيا ملعب ترابي $10،000 قرعة المباريات الفردية والزوجية                                                          | تيريزا سميتكوفا 2–6، 6–4، 6–2                                     | كارلا بوبوفيتش                            | برناردا بيرا صوفيا كوفاليتس                  | سيلا بورزاني باربرا سوباشكيفيتش يفغينيا لينيتسكايا آغنيس بوكتا                |
| 9 أبريل  | هفار، كرواتيا ملعب ترابي $10،000 قرعة المباريات الفردية والزوجية                                                          | مارتينا كوبيشيكوفا تيريزا سميتكوفا 6–2، 6–4                       | تيريزا مارتينكوفا بترا روهانوفا           | برناردا بيرا صوفيا كوفاليتس                  | سيلا بورزاني باربرا سوباشكيفيتش يفغينيا لينيتسكايا آغنيس بوكتا                |
| 9 أبريل  | أنطاليا-بيلكونتي، تركيا ملعب صلب $10،000 قرعة المباريات الفردية والزوجية                                                  | نيكول ميليشار 6–4، 6–3                                            | هوليا إيسين                               | Liu Chang لو جياجينغ                         | فرانسيسكا ستيفنسون ناتاليا أورلوفا إلينا-تيودورا كادار يانا بوتشينا           |
| 9 أبريل  | أنطاليا-بيلكونتي، تركيا ملعب صلب $10،000 قرعة المباريات الفردية والزوجية                                                  | هوليا إيسين لوتفي إيسين 1–6، 6–4، [10–8]                          | لو جياجينغ لو جياشيانغ                    | Liu Chang لو جياجينغ                         | فرانسيسكا ستيفنسون ناتاليا أورلوفا إلينا-تيودورا كادار يانا بوتشينا           |
| 9 أبريل  | هيراكليون، اليونان سجادة $10،000 قرعة المباريات الفردية والزوجية                                                          | سيلفيا نجيريتش 6–4، 7–6(7–4)                                      | أنجيليكا موراتيلي                         | كسينيا كيريلوفا ميكايلا بوشابوفا             | باتريسيا ماريا تيغ تمارا تشروفيتش مارتينا بوريكا أليس بالدوتشي                |
| 9 أبريل  | هيراكليون، اليونان سجادة $10،000 قرعة المباريات الفردية والزوجية                                                          | مارتينا بوريكا بترا كرجسوفا 6–2، 6–3                              | لينا جيورشيسكا ديسبينا فوغاساري           | كسينيا كيريلوفا ميكايلا بوشابوفا             | باتريسيا ماريا تيغ تمارا تشروفيتش مارتينا بوريكا أليس بالدوتشي                |
| 9 أبريل  | كاراكاس، فنزويلا ملعب صلب $10،000 قرعة المباريات الفردية والزوجية                                                         | جنيفر إيلي 6–1، 6–2                                               | لورين ألبانيز                             | زوزانا زلوشوفا نيكول روبنسون                 | كارمن بلانكو آنا غابرييلا جيرباسي سيمون برات ماريا أندريا كارديناس            |
| 9 أبريل  | كاراكاس، فنزويلا ملعب صلب $10،000 قرعة المباريات الفردية والزوجية                                                         | لورين ألبانيز زوزانا زلوشوفا 6–2، 6–3                             | مارسيلا بوينو فلافيا غيماريش بوينو        | زوزانا زلوشوفا نيكول روبنسون                 | كارمن بلانكو آنا غابرييلا جيرباسي سيمون برات ماريا أندريا كارديناس            |
| 9 أبريل  | فيلا ديل ديكي، الأرجنتين ملعب ترابي $10،000 قرعة المباريات الفردية والزوجية                                               | دانييلا سيغيل 1–6، 6–0، 7–5                                       | باتريسيا كو فلوريس                        | لوسيانا سارمينتي فيكتوريا بوثيو              | ماريا فرناندا ألفاريز تيران تاتيانا بوا فرانشيسكا ريسكالدانى فينيسا فورلانيتو |
| 9 أبريل  | فيلا ديل ديكي، الأرجنتين ملعب ترابي $10،000 قرعة المباريات الفردية والزوجية                                               | فينيسا فورلانيتو أرانزا سالو انسحاب                               | ماريا فرناندا ألفاريز تيران أورنيلا كارون | لوسيانا سارمينتي فيكتوريا بوثيو              | ماريا فرناندا ألفاريز تيران تاتيانا بوا فرانشيسكا ريسكالدانى فينيسا فورلانيتو |
| 9 أبريل  | الفجيرة، الإمارات العربية المتحدة ملعب صلب $10،000 قرعة المباريات الفردية والزوجية                                        | فاطمة النبهاني 6–3، 6–2                                           | أنكيتا راينا                              | باربارا هاس ماتيلدا هاملين                   | شارون سانتشانا بول يانا سيزيكوفا كيرا شروف جوليا ساموسيفا                     |
| 9 أبريل  | الفجيرة، الإمارات العربية المتحدة ملعب صلب $10،000 قرعة المباريات الفردية والزوجية                                        | يانا سيزيكوفا آنا زيا 6–4، 6–1                                    | فاطمة النبهاني كيرا شروف                  | باربارا هاس ماتيلدا هاملين                   | شارون سانتشانا بول يانا سيزيكوفا كيرا شروف جوليا ساموسيفا                     |
| 9 أبريل  | بوميتسيا، إيطاليا ملعب ترابي $10،000 قرعة المباريات الفردية والزوجية                                                      | أليكساندرا ساسنوفيتش 0–6، 6–1، 6–1                                | رالوكا أولارو                             | يلينا أوستابينكو أناستازيا جريمالسكا         | أنيزي زوكيني آنه شيفر تيليانا بيريرا كارولينا بيلوت                           |
| 9 أبريل  | بوميتسيا، إيطاليا ملعب ترابي $10،000 قرعة المباريات الفردية والزوجية                                                      | بيانكا بوتو تيليانا بيريرا 7–6(7–3)، 6–2                          | بني ديتا دافاتوا آنه شيفر                 | يلينا أوستابينكو أناستازيا جريمالسكا         | أنيزي زوكيني آنه شيفر تيليانا بيريرا كارولينا بيلوت                           |
| 9 أبريل  | تلمسان، الجزائر ملعب ترابي $10،000 قرعة المباريات الفردية والزوجية                                                        | دانكا كوفينتش 6–2، 6–2                                            | ألكساندرا رومانوفا                        | إيفون نويورث جوانا هيوتي                     | كاثرين تشانتراين فيونا جيرفيه ألينا فيسيل دانجيلا توميتش                      |
| 9 أبريل  | تلمسان، الجزائر ملعب ترابي $10،000 قرعة المباريات الفردية والزوجية                                                        | ألكساندرا رومانوفا ألينا فيسيل 7–5، 5–7، [12–10]                  | جوانا هيوتي إيلا ليفو                     | إيفون نويورث جوانا هيوتي                     | كاثرين تشانتراين فيونا جيرفيه ألينا فيسيل دانجيلا توميتش                      |
| 16 أبريل | كأس دوثان برو للتنس دوثان، الولايات المتحدة ملعب ترابي $50،000 المباريات الفردية – الزوجية                                | كاميلا جيورجي 6–2، 4–6، 6–4                                       | إيدينا جالوفيتس هول                       | لورين ديفيس جوليا كوهين                      | جيل كريبس ميريانا لوشيتش فاليريا سولوفيفا ميساكي دوي                          |
| 16 أبريل | كأس دوثان برو للتنس دوثان، الولايات المتحدة ملعب ترابي $50،000 المباريات الفردية – الزوجية                                | أوجيني بوشار جيسيكا بيجلا 6–4، 4–6، [10–5]                        | شارون فيشمان ماري إيف بللوتيه             | لورين ديفيس جوليا كوهين                      | جيل كريبس ميريانا لوشيتش فاليريا سولوفيفا ميساكي دوي                          |
| 16 أبريل | جبت بكة، إيطاليا ملعب ترابي $25،000 قرعة المباريات الفردية والزوجية                                                       | ماريا تيريزا تورو فلور 3–6، 7–5، 6–2                              | يوليا بيجيلزيمير                          | تيليانا بيريرا كاترين وورل                   | ريتشل هوجينكامب جويا باربييري ناستازيا بورنيت كارين كناب                      |
| 16 أبريل | جبت بكة، إيطاليا ملعب ترابي $25،000 قرعة المباريات الفردية والزوجية                                                       | إيلينا بوغدان رالوكا أولارو 6–3، 7–5                              | كلوديا جيوفين مارينا شامايكو              | تيليانا بيريرا كاترين وورل                   | ريتشل هوجينكامب جويا باربييري ناستازيا بورنيت كارين كناب                      |
| 16 أبريل | نمنكان، أوزبكستان ملعب صلب $25،000 قرعة المباريات الفردية والزوجية نسخة محفوظة 2012-04-03 على موقع واي باك مشين.          | أولغا بوتشكوفا 3–6، 6–3، 6–2                                      | دونا فيكك                                 | فيرونيكا كابشاي إيرينا بورياتشوك             | نايومي برودي مونيك أدامكزاك مارتا سيروتكينا نيجينا أبدوريموفا                 |
| 16 أبريل | نمنكان، أوزبكستان ملعب صلب $25،000 قرعة المباريات الفردية والزوجية نسخة محفوظة 2012-04-03 على موقع واي باك مشين.          | أوكسانا كالاشنيكوفا مارتا سيروتكينا 6–2، 7–5                      | نايومي برودي بولا كانيا                   | فيرونيكا كابشاي إيرينا بورياتشوك             | نايومي برودي مونيك أدامكزاك مارتا سيروتكينا نيجينا أبدوريموفا                 |
| 16 أبريل | بول، كرواتيا ملعب ترابي $10،000 قرعة المباريات الفردية والزوجية                                                           | أناييس لاوريندون 6–4، 4–6، 6–3                                    | برناردا بيرا                              | نيدا كوبركشينا تيريزا مارتينكوفا             | بربارا سوبيسكيفيتش جيسيكا ماليتشكوفا كارلا بوبوفيتش فيفيان يوتسازوفا          |
| 16 أبريل | بول، كرواتيا ملعب ترابي $10،000 قرعة المباريات الفردية والزوجية                                                           | نيكول كليريكو أناييس لاوريندون 6–2، 6–0                           | جيسيكا ماليتشكوفا تيريزا سميتكوفا         | نيدا كوبركشينا تيريزا مارتينكوفا             | بربارا سوبيسكيفيتش جيسيكا ماليتشكوفا كارلا بوبوفيتش فيفيان يوتسازوفا          |
| 16 أبريل | ليس فرانكويسيس ديل فاليس، إسبانيا ملعب صلب $10،000 قرعة المباريات الفردية والزوجية                                        | كسينيا ميليفسكايا 7–5، 6–7(5–7)، 6–4                              | أناستاسيا ياكيموفا                        | باتريشيا ساندوسكا أندريا غاميز               | إيفجينيا باشكوفا استيل جيسارد إيزابيل رابيسرادا كالفو إيفون كافاليه رايمرز    |
| 16 أبريل | ليس فرانكويسيس ديل فاليس، إسبانيا ملعب صلب $10،000 قرعة المباريات الفردية والزوجية                                        | كارولين دانيلز إيفجينيا باشكوفا 6–4، 6–3                          | شارمادا بالو هي سيروي                     | باتريشيا ساندوسكا أندريا غاميز               | إيفجينيا باشكوفا استيل جيسارد إيزابيل رابيسرادا كالفو إيفون كافاليه رايمرز    |
| 16 أبريل | هيراكليون، اليونان سجاد $10،000 قرعة المباريات الفردية والزوجية                                                           | أليس سافوريتي 6–2، 3–6، 6–3                                       | نوريا باريزاس دياز                        | ياسمين ستاينهير كسينيا كيريلوفا              | ناتاليا سيدليسكا ميكايلا بوشابوفا أليس بالدوتشي أندريا فيديانو                |
| 16 أبريل | هيراكليون، اليونان سجاد $10،000 قرعة المباريات الفردية والزوجية                                                           | بترا كرجسوفا سيلفيا نجيريتش 6–7(7–9)، 6–3، [10–6]                 | دانا ماتشالكوفا تيريزا ماليكوفا           | ياسمين ستاينهير كسينيا كيريلوفا              | ناتاليا سيدليسكا ميكايلا بوشابوفا أليس بالدوتشي أندريا فيديانو                |
| 16 أبريل | أنطاليا-بلكونتي، تركيا ملعب صلب $10،000 قرعة المباريات الفردية والزوجية                                                   | يانا بوتشينا 6–3، 6–4                                             | نيكولا جوير                               | نيكول ميليشار لو جياجينغ                     | سلطان غونين يوڤانا جاكشيتش ليزا ويبورن ميلاني كلافنير                         |
| 16 أبريل | أنطاليا-بلكونتي، تركيا ملعب صلب $10،000 قرعة المباريات الفردية والزوجية                                                   | نيكولا جوير جانينا تولين 6–2، 6–2                                 | لورين ميغال نيكول ميليشار                 | نيكول ميليشار لو جياجينغ                     | سلطان غونين يوڤانا جاكشيتش ليزا ويبورن ميلاني كلافنير                         |
| 16 أبريل | كاراكاس، فنزويلا ملعب صلب $10،000 قرعة المباريات الفردية والزوجية                                                         | جينيفر إيلي 6–4، 2–6، 6–4                                         | مارينا جيرال لوريس                        | زوزانا زلوتشوفا لورين ألبانيز                | سيمون برات ساره غارسيا كاريرا كارينا فينديتّي مارسلا بوينو                     |
| 16 أبريل | كاراكاس، فنزويلا ملعب صلب $10،000 قرعة المباريات الفردية والزوجية                                                         | ماريا أندريا كارديناس جينيفر إيلي 6–3، 4–6، [10–3]                | لويسيلينا بيريز كارينا فينديتّي            | زوزانا زلوتشوفا لورين ألبانيز                | سيمون برات ساره غارسيا كاريرا كارينا فينديتّي مارسلا بوينو                     |
| 16 أبريل | أريكيبا، بيرو ملعب ترابي $10،000 قرعة المباريات الفردية والزوجية                                                          | كارولينا نواك 3–6، 6–2، 6–3                                       | إليزابيث فيريس                            | إيزابيلا روببياني باتريسيا كو فلوريس         | لويز بواني ليز تاتياني كوهلر بوجارين أناستاسيا خارتشينكو إنغريد فارغاس كالفو  |
| 16 أبريل | أريكيبا، بيرو ملعب ترابي $10،000 قرعة المباريات الفردية والزوجية                                                          | إيرين كلارك إنغريد فارغاس كالفو 7–6(7–2)، 7–5                     | باتريسيا كو فلوريس كاثرين ميراندا تشانغ   | إيزابيلا روببياني باتريسيا كو فلوريس         | لويز بواني ليز تاتياني كوهلر بوجارين أناستاسيا خارتشينكو إنغريد فارغاس كالفو  |
| 16 أبريل | فيلا ديل ديكي، الأرجنتين ملعب ترابي $10،000 قرعة المباريات الفردية والزوجية                                               | دانييلا سيغيل 7–5، 6–1                                            | فيكتوريا بوثيو                            | ناتاليا روسي أرانزا سالو                     | سازكا جافريلوفسكا فرانسيسكا ريسكالداني كاتالينا بيلا تاتيانا بوا              |
| 16 أبريل | فيلا ديل ديكي، الأرجنتين ملعب ترابي $10،000 قرعة المباريات الفردية والزوجية                                               | لوتشيانا سارمنتي دانييلا سيغيل 6–4، 5–7، [10–5]                   | صوفيا ليني غوادالوبي بيريز روجاس          | ناتاليا روسي أرانزا سالو                     | سازكا جافريلوفسكا فرانسيسكا ريسكالداني كاتالينا بيلا تاتيانا بوا              |
| 16 أبريل | مسقط، عمان ملعب صلب $10،000 قرعة المباريات الفردية والزوجية                                                               | آنا زيا 6–2، 6–2                                                  | لايتيسيا سارازين                          | جوليا ساموسيفا لو بروليو                     | فاطمة النبهاني يفغينيا سفينتسوفا كيرا شروف أنكيتا راينا                       |
| 16 أبريل | مسقط، عمان ملعب صلب $10،000 قرعة المباريات الفردية والزوجية                                                               | كيرا شروف يانا سيزيكوفا 6–2، 6–4                                  | باربارا هاس لايتيسيا سارازين              | جوليا ساموسيفا لو بروليو                     | فاطمة النبهاني يفغينيا سفينتسوفا كيرا شروف أنكيتا راينا                       |
| 23 أبريل | ملعب بويد تينسلي كلاسيك للنساء ملعب ترابي تشارلوتسفيل، الولايات المتحدة ملعب ترابي $50،000 Singles – Doubles              | ميلاني أودين 7–6(7–0)، 3–6، 6–1                                   | إيرينا فالكوني                            | جوليا كوهين كوكو فانديفيغ                    | ميشيل لارشر دي بريتو شانيل سيموندز ماريا سانشيز غيل برودسكي                   |
| 23 أبريل | ملعب بويد تينسلي كلاسيك للنساء ملعب ترابي تشارلوتسفيل، الولايات المتحدة ملعب ترابي $50،000 Singles – Doubles              | ماريا سانشيز ياسمين شناك 6–2، 6–2                                 | يلينا بوفينا جوليا غلوشكو                 | جوليا كوهين كوكو فانديفيغ                    | ميشيل لارشر دي بريتو شانيل سيموندز ماريا سانشيز غيل برودسكي                   |
| 23 أبريل | فيك، إسبانيا ملعب ترابي $10،000 قرعة المباريات الفردية والزوجية                                                           | كسينيا ميليفسكايا 6–4، 6–2                                        | أناستاسيا ياكيموفا                        | أماندا كاريراس أندريا لازارو غارسيا          | يوجينيا باشكوفا بيلار دومينغيز لوبيز زيمينا هيرموسو جوليا جاتو مونتيكوني      |
| 23 أبريل | فيك، إسبانيا ملعب ترابي $10،000 قرعة المباريات الفردية والزوجية                                                           | يوجينيا باشكوفا إيزابيلا شنيكوفا 6–1، 6–2                         | أماندا كاريراس زيمينا هيرموسو             | أماندا كاريراس أندريا لازارو غارسيا          | يوجينيا باشكوفا بيلار دومينغيز لوبيز زيمينا هيرموسو جوليا جاتو مونتيكوني      |
| 23 أبريل | بورنموث، المملكة المتحدة ملعب ترابي $10،000 قرعة المباريات الفردية والزوجية                                               | جيد ويندلي 6–3، 6–1                                               | نايومي برودي                              | ميلانا شبريمو كيتلين ووريسكي                 | هارييت دارت إليكسان لوكيميا لوسي براون شيرازاد بنامار                         |
| 23 أبريل | بورنموث، المملكة المتحدة ملعب ترابي $10،000 قرعة المباريات الفردية والزوجية                                               | كارولين دانيلز دييانا رايكوفيتش 6–4، 6–3                          | إيمي بوتل لوسي براون                      | ميلانا شبريمو كيتلين ووريسكي                 | هارييت دارت إليكسان لوكيميا لوسي براون شيرازاد بنامار                         |
| 23 أبريل | أنطاليا-بيلكونتي، تركيا ملعب صلب 10٬000 دولار قرعة المباريات الفردية والزوجية                                             | إليزافيتا كوليتشكوفا 7–5، 6–2                                     | دليلا ياكوبوفيتش                          | ماريا موخ ليزا ويبورن                        | ناتاليا أورلوفا سيلفيا كريفاكز كاوري أونيشي جانينا تولين                      |
| 23 أبريل | أنطاليا-بيلكونتي، تركيا ملعب صلب 10٬000 دولار قرعة المباريات الفردية والزوجية                                             | أوكسانا كالاشنيكوفا صوفيا كفاتسابايا 6–4، 6–4                     | آنا بوغدان ماريا موخ                      | ماريا موخ ليزا ويبورن                        | ناتاليا أورلوفا سيلفيا كريفاكز كاوري أونيشي جانينا تولين                      |
| 23 أبريل | سان سيفيرو، إيطاليا ملعب ترابي 10٬000 دولار قرعة المباريات الفردية والزوجية                                               | أناستازيا جريمالسكا 4–6، 6–1، 6–1                                 | ميرتل جورج                                | تيودورا ميرسك كلوديا جيوفين                  | كارولينا بيلوت آنا دانيلينا إيكاترين جورجودزي تينا شيتشتل                     |
| 23 أبريل | سان سيفيرو، إيطاليا ملعب ترابي 10٬000 دولار قرعة المباريات الفردية والزوجية                                               | أناستازيا جريمالسكا تيودورا ميرسك 6–2، 6–4                        | كيارا ميندو جوليا سوساريلو                | تيودورا ميرسك كلوديا جيوفين                  | كارولينا بيلوت آنا دانيلينا إيكاترين جورجودزي تينا شيتشتل                     |
| 23 أبريل | أنديجان، أوزبكستان ملعب صلب $10،000 قرعة المباريات الفردية والزوجية                                                       | سابينا شاريبوفا 6–2، 6–4                                          | جانغ سو جونج                              | سابينا كوربانوفا داريا ميرونوفا              | أناستاسيا فاسيليفا فلادا إكشيباروفا إيكاترينا ياشينا كيرين شلومو              |
| 23 أبريل | أنديجان، أوزبكستان ملعب صلب $10،000 قرعة المباريات الفردية والزوجية                                                       | ألبينا خابيبولينا أناستاسيا فاسيليفا 6–0، 6–2                     | سابينا شاريبوفا إيكاترينا ياشينا          | سابينا كوربانوفا داريا ميرونوفا              | أناستاسيا فاسيليفا فلادا إكشيباروفا إيكاترينا ياشينا كيرين شلومو              |
| 23 أبريل | ساو باولو، البرازيل ملعب ترابي $10،000 قرعة المباريات الفردية والزوجية                                                    | غابرييلا باز 6–4، 6–2                                             | غابرييلا سي                               | كارلا فورت فرناندا بريتو                     | ناتاليا روسي بريسيلا غارسيا ياسمين غيمارايش ناتالي كوراتا                     |
| 23 أبريل | ساو باولو، البرازيل ملعب ترابي $10،000 قرعة المباريات الفردية والزوجية                                                    | آنا كلارا دوارتي غابرييلا باز 5–7، 6–3، [10–5]                    | غابرييلا سي كارلا فورت                    | كارلا فورت فرناندا بريتو                     | ناتاليا روسي بريسيلا غارسيا ياسمين غيمارايش ناتالي كوراتا                     |
| 23 أبريل | كراكاس، فنزويلا ملعب صلب $25،000 قرعة المباريات الفردية والزوجية نسخة محفوظة 2012-06-02 على موقع واي باك مشين.            | أدريانا بيريز 6–1، 6–1                                            | تيليانا بيريرا                            | فيرونيكا سبيد رويج ميلين أرويو               | ماريا إيروغيين زوزانا زلوتشوفا ألكساندرينا نايدينوفا أليز ليم                 |
| 23 أبريل | كراكاس، فنزويلا ملعب صلب $25،000 قرعة المباريات الفردية والزوجية نسخة محفوظة 2012-06-02 على موقع واي باك مشين.            | ميلين أرويو ماريا إيروغيين 6–4، 6–3                               | فيرونيكا سبيد رويج أدريانا بيريز          | فيرونيكا سبيد رويج ميلين أرويو               | ماريا إيروغيين زوزانا زلوتشوفا ألكساندرينا نايدينوفا أليز ليم                 |
| 23 أبريل | تشوسيكا–ليما، بيرو ملعب ترابي $10،000 قرعة المباريات الفردية والزوجية                                                     | آنا صوفيا سانشيز 7–5، 6–1                                         | أنستاسيا خارشينكو                         | ليز تاتياني كويلر بوجارين باتريسيا كو فلوريس | كارولينا نوفاك آنا مادكور إليزابيث فيريس كارولينا زيبالوس                     |
| 23 أبريل | تشوسيكا–ليما، بيرو ملعب ترابي $10،000 قرعة المباريات الفردية والزوجية                                                     | ليز تاتياني كويلر بوجارين إيزابيلا روبياني 7–5، 6–7(4–7)، [10–4]  | إليزابيث فيريس أنستاسيا خارشينكو          | ليز تاتياني كويلر بوجارين باتريسيا كو فلوريس | كارولينا نوفاك آنا مادكور إليزابيث فيريس كارولينا زيبالوس                     |
| 23 أبريل | تونس (مدينة)، تونس ملعب ترابي $25،000 قرعة المباريات الفردية والزوجية نسخة محفوظة 2012-06-14 على موقع واي باك مشين.       | ساندرا زانيوسكا 6–4، 4–6، 6–2                                     | أنس جابر                                  | بيبيان ويجيرس ريتشل هوجينكامب                | آنا سافيتش إينيس فيرير سواريز مارينا شامايكو إيلينا بوغدان                    |
| 23 أبريل | تونس (مدينة)، تونس ملعب ترابي $25،000 قرعة المباريات الفردية والزوجية نسخة محفوظة 2012-06-14 على موقع واي باك مشين.       | إيلينا بوغدان رالوكا أولارو 6–4، 6–3                              | إينيس فيرير سواريز ريتشل هوجينكامب        | بيبيان ويجيرس ريتشل هوجينكامب                | آنا سافيتش إينيس فيرير سواريز مارينا شامايكو إيلينا بوغدان                    |
| 23 أبريل | ريثيمنو، اليونان ملعب صلب $10،000 قرعة المباريات الفردية والزوجية                                                         | دانا ماشالكوفا 6–4، 6–4                                           | نوريا باريزاس دياز                        | كارين باربات بوريسلافا بوتوشاروفا            | أندريا فيدانيو أنجيليكا موراتيلي سيلا أرجيلان ديسبينا فوجاساري                |
| 23 أبريل | ريثيمنو، اليونان ملعب صلب $10،000 قرعة المباريات الفردية والزوجية                                                         | بترا كرجسوفا سيلفيا نجيريتش 3–6، 6–3، [10–7]                      | أدريانا كريستوبولو إيريني باباجورجو       | كارين باربات بوريسلافا بوتوشاروفا            | أندريا فيدانيو أنجيليكا موراتيلي سيلا أرجيلان ديسبينا فوجاساري                |
| 30 أبريل | أودي ملبورن برو تنس كلاسيك إنديان هاربر بيتش، الولايات المتحدة ملعب ترابي $50،000 فردي – زوجي                             | غريس مين 6–4، 7–6(7–4)                                            | ماريا سانشيز                              | كريستا ملعب صلبebeck لورين ديفيس             | آلي كيك كيارا شول ماري إيف بللوتيه هايدي الطباخ                               |
| 30 أبريل | أودي ملبورن برو تنس كلاسيك إنديان هاربر بيتش، الولايات المتحدة ملعب ترابي $50،000 فردي – زوجي                             | ماريا فرناندا ألفيس جيسيكا مور (تنس) 6–7(6–8)، 6–3، [10–8]        | ماري إيف بللوتيه أليونا سوتنيكوفا         | كريستا ملعب صلبebeck لورين ديفيس             | آلي كيك كيارا شول ماري إيف بللوتيه هايدي الطباخ                               |
| 30 أبريل | كأس كانغارو غيفو، اليابان ملعب صلب $50،000 فردي – زوجي                                                                    | كيميكو داتي-كروم 6–1، 5–7، 6–3                                    | نوبون ليرتشيواكارن                        | كرامي نارا إريكا سما                         | ريسا أوزاكي تشينغ سيساي لوكسيكا كومخوم سان شنجنان                             |
| 30 أبريل | كأس كانغارو غيفو، اليابان ملعب صلب $50،000 فردي – زوجي                                                                    | جيسيكا بيجلا تشينغ سيساي 6–4، 3–6، [10–4]                         | تشان تشين وي هسو وين هسين                 | كرامي نارا إريكا سما                         | ريسا أوزاكي تشينغ سيساي لوكسيكا كومخوم سان شنجنان                             |
| 30 أبريل | كياسو، سويسرا ملعب ترابي 25٬000 دولار قرعة المباريات الفردية والزوجية نسخة محفوظة 2012-06-14 على موقع واي باك مشين.       | أمرا ساديكوفيتش 6–3، 6–3                                          | تيريزا مردجا                              | تاتيانا مالك كاثرين وورلي                    | لورا روبسون داريا جافريلوفا ديناه بفيزينماير ستيفاني فوجت                     |
| 30 أبريل | كياسو، سويسرا ملعب ترابي 25٬000 دولار قرعة المباريات الفردية والزوجية نسخة محفوظة 2012-06-14 على موقع واي باك مشين.       | داريا جافريلوفا إيرينا خروماتشيفا 6–0، 7–6(7–1)                   | كوني بيرين ماشا زيك بشكيريتش              | تاتيانا مالك كاثرين وورلي                    | لورا روبسون داريا جافريلوفا ديناه بفيزينماير ستيفاني فوجت                     |
| 30 أبريل | شيمكنت، كازاخستان ملعب صلب 10٬000 دولار قرعة المباريات الفردية والزوجية                                                   | سابينا كوربانوفا 6–2، 6–3                                         | كسينيا ألكان                              | أناستاسيا فاسيليفا مايا غافيروفا             | يفغينيا سفينتسوفا ألينا عبدرحيموفا فلادا إكشيباروفا سابينا شاريبوفا           |
| 30 أبريل | شيمكنت، كازاخستان ملعب صلب 10٬000 دولار قرعة المباريات الفردية والزوجية                                                   | ألبينا خابيبولينا أناستاسيا فاسيليفا 3–6، 6–1، [10–6]             | مايا غافيروفا كسينيا ألكان                | أناستاسيا فاسيليفا مايا غافيروفا             | يفغينيا سفينتسوفا ألينا عبدرحيموفا فلادا إكشيباروفا سابينا شاريبوفا           |
| 30 أبريل | فيسبادن، ألمانيا ملعب ترابي $10،000 قرعة المباريات الفردية والزوجية                                                       | آنا دانيلينا 7–6(7–2)، 7–6(7–4)                                   | لورا سيجموند                              | ريناتا فوراكوفا جوليا كيميلمان               | جيسيكا ماليشكوفا أناييس لاوريندون كونستانس سيبيل إيفا ميكوفيتش                |
| 30 أبريل | فيسبادن، ألمانيا ملعب ترابي $10،000 قرعة المباريات الفردية والزوجية                                                       | لورا سيجموند كيتلين ووريسكي 6–0، 6–0                              | ألكسندرا رومانوفا سيلفيا زاغورسكا         | ريناتا فوراكوفا جوليا كيميلمان               | جيسيكا ماليشكوفا أناييس لاوريندون كونستانس سيبيل إيفا ميكوفيتش                |
| 30 أبريل | Antalya-İhtisas، تركيا ملعب صلب $10،000 قرعة المباريات الفردية والزوجية                                                   | نيكول ميليشار 5–7، 6–4، 6–1                                       | أنجلينا غابويفا                           | كانامي تسوجي يوكا موري                       | باشاك إرايدن ناتاليا أورلوفا كريستينا شاكوفيتس أوفري لانكري                   |
| 30 أبريل | Antalya-İhtisas، تركيا ملعب صلب $10،000 قرعة المباريات الفردية والزوجية                                                   | يوكا موري كاوري أونيشي 6–2، 6–4                                   | أنجلينا جابويفا نيكول ميليشار             | كانامي تسوجي يوكا موري                       | باشاك إرايدن ناتاليا أورلوفا كريستينا شاكوفيتس أوفري لانكري                   |
| 30 أبريل | إدنبرة، المملكة المتحدة ملعب ترابي $10،000 قرعة المباريات الفردية والزوجية                                                | كورين ليموين 6–1، 6–0                                             | إليكسين ليشميا                            | كلوي باكيوت كارولينا ولوداركزاك              | سابرينا بامبوراك إيفا واكانو لوسي براون كيم جراجديك                           |
| 30 أبريل | إدنبرة، المملكة المتحدة ملعب ترابي $10،000 قرعة المباريات الفردية والزوجية                                                | إيفا واكانو كارولينا ولوداركزاك 4–6، 6–0، [13–11]                 | إليكسين ليشميا مارتينا بريادوفا           | كلوي باكيوت كارولينا ولوداركزاك              | سابرينا بامبوراك إيفا واكانو لوسي براون كيم جراجديك                           |
| 30 أبريل | جاكرتا، إندونيسيا ملعب صلب $10،000 قرعة المباريات الفردية والزوجية                                                        | وانغ يافان 6–1، 6–3                                               | يانغ زي                                   | تشو لين لي سو را                             | أيو فاني دامايانتي لو جياجينغ كاناي هيسامي وين شين                            |
| 30 أبريل | جاكرتا، إندونيسيا ملعب صلب $10،000 قرعة المباريات الفردية والزوجية                                                        | لو جياجينغ لو جياشيانغ 6–4، 6–4                                   | آنا فيتزباتريك جيد ويندلي                 | تشو لين لي سو را                             | أيو فاني دامايانتي لو جياجينغ كاناي هيسامي وين شين                            |
| 30 أبريل | ساو جوزيه دوس كامبوس، البرازيل ملعب ترابي $10،000 قرعة المباريات الفردية والزوجية                                         | غابرييلا باز 6–4، 6–4                                             | أليز ليم                                  | أندريا غاميز فيفيان سغنيني                   | راكيل بيلتشر غابرييلا سي فرناندا بريتو ماريا فرناندا ألفاريز تيران            |
| 30 أبريل | ساو جوزيه دوس كامبوس، البرازيل ملعب ترابي $10،000 قرعة المباريات الفردية والزوجية                                         | ماريا فرناندا ألفاريز تيران غابرييلا باز 6–0، 6–3                 | كارلا فورت لورا بيجوسي                    | أندريا غاميز فيفيان سغنيني                   | راكيل بيلتشر غابرييلا سي فرناندا بريتو ماريا فرناندا ألفاريز تيران            |
| 30 أبريل | تروخيو، بيرو ملعب ترابي $10،000 قرعة المباريات الفردية والزوجية                                                           | أنستاسيا خارتشينكو 4–6، 6–2، 6–3                                  | باتريسيا كو فلوريس                        | آنا صوفيا سانشيز ناديا شيفيريا ألام          | كارولينا نواك إليزابيث فيريس إنغريد فارغاس كالفو كارولينا زيبالوس             |
| 30 أبريل | تروخيو، بيرو ملعب ترابي $10،000 قرعة المباريات الفردية والزوجية                                                           | ناديا شيفيريا ألام إليزابيث فيريس 7–5، 6–1                        | ليز تاتياني كوهلر بوغارين كيرا ووجسيك     | آنا صوفيا سانشيز ناديا شيفيريا ألام          | كارولينا نواك إليزابيث فيريس إنغريد فارغاس كالفو كارولينا زيبالوس             |
| 30 أبريل | موسكو، روسيا ملعب صلب $25،000 قرعة المباريات الفردية والزوجية نسخة محفوظة 2014-10-26 على موقع واي باك مشين.               | مارغاريتا جاسباريان 6–3، 4–6، 6–1                                 | تشالا بويوكاكاتشاي                        | فيرونيكا كوديرميتوفا بولا كانيا              | بولينا بيخوفا ألكسندرا أرتامونوفا ليدزيا ماروزافا كارينا ويثوفت               |
| 30 أبريل | موسكو، روسيا ملعب صلب $25،000 قرعة المباريات الفردية والزوجية نسخة محفوظة 2014-10-26 على موقع واي باك مشين.               | بولا كانيا بولينا بيخوفا 6–4، 3–6، [10–7]                         | تاتيانا كوتيلنيكوفا ليدزيا ماروزافا       | فيرونيكا كوديرميتوفا بولا كانيا              | بولينا بيخوفا ألكسندرا أرتامونوفا ليدزيا ماروزافا كارينا ويثوفت               |

### مايو
| الأسبوع | البطولة | الفائزات                                                   | الوصيفات                                      | المتأهلات لنصف النهائي                    | المتأهلات لربع النهائي                                                 |
| ------- | --- | ---------------------------------------------------------- | --------------------------------------------- | ----------------------------------------- | ---------------------------------------------------------------------- |
| 7 مايو  | كأس فوكوكا الدولية للسيدات فوكوكا، اليابان عشب (Carpet) $50،000 فردي – زوجي                                             | كاسي ديلاكوا 6–4، 6–1                                      | مونيك أدامكزاك                                | ميلاني ساوث تشينغ سيساي                   | جونري ناميجاتا كسينيا ليكينا إريكا تاكاو نيكولا هوفمانوفا              |
| 7 مايو  | كأس فوكوكا الدولية للسيدات فوكوكا، اليابان عشب (Carpet) $50،000 فردي – زوجي                                             | مونيك أدامكزاك ستيفاني بينجسون 6–4، 6–4                    | ميسا إجوشي أكيكو أومي                         | ميلاني ساوث تشينغ سيساي                   | جونري ناميجاتا كسينيا ليكينا إريكا تاكاو نيكولا هوفمانوفا              |
| 7 مايو  | تحدي نساء بنك RBC رالي، الولايات المتحدة ملعب ترابي $25،000 قرعة المباريات الفردية والزوجية                             | غريس مين 3–6، 6–2، 6–3                                     | تامارين هندلر                                 | هايدي الطباخ ماري إيف بللوتيه             | أوليفيا روجوفسكا بياتريس كابرا سالي بيرز ألكسيس كينغ                   |
| 7 مايو  | تحدي نساء بنك RBC رالي، الولايات المتحدة ملعب ترابي $25،000 قرعة المباريات الفردية والزوجية                             | غابرييلا دابروفسكي ماري إيف بللوتيه 6–4، 4–6، [10–5]       | ألكسندرا مولر آسيا محمد                       | هايدي الطباخ ماري إيف بللوتيه             | أوليفيا روجوفسكا بياتريس كابرا سالي بيرز ألكسيس كينغ                   |
| 7 مايو  | تاركان، إندونيسيا ملعب صلب 25٬000 دولار قرعة المباريات الفردية والزوجية                                                 | لو جياجينغ 6–2، 0–6، 6–2                                   | نودنيدا لوانجنام                              | هان سونغ هي تانغ هوتشين                   | ماي مينوكوشي ميلاني كلافنير دونا فيكك وين شين                          |
| 7 مايو  | تاركان، إندونيسيا ملعب صلب 25٬000 دولار قرعة المباريات الفردية والزوجية                                                 | تشيياكي أوكادوي يوريكا سما 6–4، 7–6(7–4)                   | هوينه فونج داني ترانج لي سو را                | هان سونغ هي تانغ هوتشين                   | ماي مينوكوشي ميلاني كلافنير دونا فيكك وين شين                          |
| 7 مايو  | ألماتي، كازاخستان ملعب صلب 10٬000 دولار قرعة المباريات الفردية والزوجية                                                 | كسينيا كيريلوفا 6–2، 7–5                                   | كارينا إسايان                                 | أناستاسيا فاسيليفا إيكاترينا ياشينا       | مارغاريتا لازاريفا فلادا إكشيباروفا سابينا شاريبوفا مايا غافيروفا      |
| 7 مايو  | ألماتي، كازاخستان ملعب صلب 10٬000 دولار قرعة المباريات الفردية والزوجية                                                 | سابينا شاريبوفا إيكاترينا ياشينا 6–4، 3–6، [10–3]          | ألبينا خابيبولينا أناستاسيا فاسيليفا          | أناستاسيا فاسيليفا إيكاترينا ياشينا       | مارغاريتا لازاريفا فلادا إكشيباروفا سابينا شاريبوفا مايا غافيروفا      |
| 7 مايو  | Open GDF SUEZ de Cagnes-sur-Mer Alpes-Maritimes كاني سور مير، فرنسا ملعب ترابي 100،000 دولار +H فردي – زوجي             | يوليا بوتنتسيفا 6–2، 6–1                                   | باتريسيا ماير أخلايتنر                        | ماغدالينا ريباريكوفا كارولين غارسيا       | كريستينا بارويس ألكسندرا كادانتسو ستيفاني دوبوا ميليندا كزينك          |
| 7 مايو  | Open GDF SUEZ de Cagnes-sur-Mer Alpes-Maritimes كاني سور مير، فرنسا ملعب ترابي 100،000 دولار +H فردي – زوجي             | ألكسندرا بانوفا أورزولا رادفانسكا 7–5، 4–6، [10–6]         | كاتالين ماروسي ريناتا فوراكوفا                | ماغدالينا ريباريكوفا كارولين غارسيا       | كريستينا بارويس ألكسندرا كادانتسو ستيفاني دوبوا ميليندا كزينك          |
| 7 مايو  | باشتاد، السويد ملعب ترابي 10،000 دولار قرعة المباريات الفردية والزوجية                                                  | أوجيني بوشار 7–6(7–4)، 6–0                                 | كاثارينا لينيت                                | هيلدا ميلاندر ساتشيا فيكري                | باربارا سوبيشكيفيتش كارين باربات كاترينا كرامبيروفا بياتريس سيديرمارك  |
| 7 مايو  | باشتاد، السويد ملعب ترابي 10،000 دولار قرعة المباريات الفردية والزوجية                                                  | ساندرا روما إيفلينا فيرتانين 6–2، 3–6، [10–7]              | هيلدا ميلاندر باولينا ميلوسافليفيتش           | هيلدا ميلاندر ساتشيا فيكري                | باربارا سوبيشكيفيتش كارين باربات كاترينا كرامبيروفا بياتريس سيديرمارك  |
| 7 مايو  | فلورنسا، إيطاليا ملعب ترابي $10،000 قرعة المباريات الفردية والزوجية                                                     | أناييس لاوريندون 6–4، 6–4                                  | ماجدا لينيت                                   | جويا باربييري يوليانا ليزارازو            | أنيزي زوتشيني أندريا فايدينو جوستين أوزجا أليسون فان يوتفانخ           |
| 7 مايو  | فلورنسا، إيطاليا ملعب ترابي $10،000 قرعة المباريات الفردية والزوجية                                                     | جويا باربييري أندريا فايدينو 6–2، 6–7(2–7)، [10–8]         | نيكول كليريكو أناييس لاوريندون                | جويا باربييري يوليانا ليزارازو            | أنيزي زوتشيني أندريا فايدينو جوستين أوزجا أليسون فان يوتفانخ           |
| 7 مايو  | إسطنبول، تركيا ملعب صلب $10،000 قرعة المباريات الفردية والزوجية                                                         | باشاك إرايدن 6–3، 6–1                                      | نوريا باريزاس دياز                            | ماريا سكاري ليو تشانغ                     | ميليس سيزر آنا زيا كريستينا شاكوفيتس أماندا كاريراس                    |
| 7 مايو  | إسطنبول، تركيا ملعب صلب $10،000 قرعة المباريات الفردية والزوجية                                                         | باشاك إرايدن ميليس سيزر 6–2، 3–6، [10–7]                   | فاطمة النبهاني آنا زيا                        | ماريا سكاري ليو تشانغ                     | ميليس سيزر آنا زيا كريستينا شاكوفيتس أماندا كاريراس                    |
| 7 مايو  | باد ساروف، ألمانيا ملعب ترابي $10،000 قرعة المباريات الفردية والزوجية                                                   | آنا كارولينا شميدلوفا 6–1، 6–3                             | كاترجينا فانكوفا                              | كونستانس سيبيل أليكسان ليشيميا            | ديانا رايكوفيتش مارتينا بوريككا ناتاليا كوستيتش ليتيسيا سرازين         |
| 7 مايو  | باد ساروف، ألمانيا ملعب ترابي $10،000 قرعة المباريات الفردية والزوجية                                                   | مارتينا بوريككا سيمونا دوبرا 6–2، 6–2                      | كارولين دانيلز ديانا رايكوفيتش                | كونستانس سيبيل أليكسان ليشيميا            | ديانا رايكوفيتش مارتينا بوريككا ناتاليا كوستيتش ليتيسيا سرازين         |
| 7 مايو  | نيودلهي، الهند ملعب صلب $10،000 قرعة المباريات الفردية والزوجية                                                         | لي بي-تشي 6–4، 6–2                                         | ناتاشا بالها                                  | بوجاشري فنكاتشا شارمادا بالو              | سري بيدي ريدي راتنيكا باترا إيتاي ماهيتا أي كوغا                       |
| 7 مايو  | نيودلهي، الهند ملعب صلب $10،000 قرعة المباريات الفردية والزوجية                                                         | روشمي تشاكرافارتي أنكيتا راينا 6–1، 6–4                    | ليو يو شوان تشاو تشيانكيان                    | بوجاشري فنكاتشا شارمادا بالو              | سري بيدي ريدي راتنيكا باترا إيتاي ماهيتا أي كوغا                       |
| 7 مايو  | روساريو، الأرجنتين ملعب ترابي $25،000 قرعة المباريات الفردية والزوجية نسخة محفوظة 2012-05-10 على موقع واي باك مشين.     | تيليانا بيريرا 7–5، 7–6(7–5)                               | ميلين أرويو                                   | نيكول روتمان فيرونيكا سبيد رويج           | فلورنسيا مولينيرو فيكتوريا بوثيو ناديه بودوروسكا صوفيا لوييني          |
| 7 مايو  | روساريو، الأرجنتين ملعب ترابي $25،000 قرعة المباريات الفردية والزوجية نسخة محفوظة 2012-05-10 على موقع واي باك مشين.     | تيليانا بيريرا نيكول روتمان 6–2، 7–5                       | فيرونيكا سبيد رويج لوسيانا سارمينتي           | نيكول روتمان فيرونيكا سبيد رويج           | فلورنسيا مولينيرو فيكتوريا بوثيو ناديه بودوروسكا صوفيا لوييني          |
| 7 مايو  | برازيليا، البرازيل ملعب ترابي $25،000 قرعة المباريات الفردية والزوجية نسخة محفوظة 2014-06-18 على موقع واي باك مشين.     | غابرييلا باز 3–6، 3–6                                      | أندريا كوخ بنفنوتو                            | ماريا فرناندا ألفاريز تيران فيفيان سغنيني | غابرييلا سي كارلا فورت ألكساندرينا نايدينوفا لورا بيجوسي               |
| 7 مايو  | برازيليا، البرازيل ملعب ترابي $25،000 قرعة المباريات الفردية والزوجية نسخة محفوظة 2014-06-18 على موقع واي باك مشين.     | ماريا فرناندا ألفاريز تيران غابرييلا باز 2–6، 4–6          | أليز ليم ألكساندرينا نايدينوفا                | ماريا فرناندا ألفاريز تيران فيفيان سغنيني | غابرييلا سي كارلا فورت ألكساندرينا نايدينوفا لورا بيجوسي               |
| 14 مايو | كورومي بيست أمنتي الدولية لتنس السيدات كورومي، اليابان عشبي $50٬000 الفردي – الزوجي                                     | تشينغ سيساي 7–5، 6–2                                       | مونيك أدامكزاك                                | مارينا أبراموفيتش (تنس) جونري ناميجاتا    | زارينا دياز إيكو ناكامورا Wang Qiang Nikola Hofmanova                  |
| 14 مايو | كورومي بيست أمنتي الدولية لتنس السيدات كورومي، اليابان عشبي $50٬000 الفردي – الزوجي                                     | هان زينيون سان شنجنان 6–1، 6–0                             | كسينيا ليكينا ميلاني ساوث                     | مارينا أبراموفيتش (تنس) جونري ناميجاتا    | زارينا دياز إيكو ناكامورا Wang Qiang Nikola Hofmanova                  |
| 14 مايو | فرغانة، أوزبكستان ملعب صلب $25٬000 قرعة المباريات الفردية والزوجية نسخة محفوظة 2012-05-10 على موقع واي باك مشين.        | دونا فيكك 6–2، 6–2                                         | ناديا كيتشينوك                                | تشالا بويوكاكاتشاي تشياكي أوكاداو         | دليلا ياكوبوفيتش سابينا شاريبوفا ليودميلا كيتشينوك إيرينا بورياتشوك    |
| 14 مايو | فرغانة، أوزبكستان ملعب صلب $25٬000 قرعة المباريات الفردية والزوجية نسخة محفوظة 2012-05-10 على موقع واي باك مشين.        | ليودميلا كيتشينوك ناديا كيتشينوك 6–4، 6–1                  | ألبينا خابيبولينا أناستاسيا فاسيليفا          | تشالا بويوكاكاتشاي تشياكي أوكاداو         | دليلا ياكوبوفيتش سابينا شاريبوفا ليودميلا كيتشينوك إيرينا بورياتشوك    |
| 14 مايو | الدار البيضاء، المغرب ملعب ترابي $25،000 قرعة المباريات الفردية والزوجية نسخة محفوظة 2013-02-04 على موقع واي باك مشين.  | أرانتشا بارا سانتونجا 6–4، 6–4                             | أولغا سافتشوك                                 | أنس جابر ماريا تيريزا تورو فلور           | أجلا توملجانوفيتش ريناتا فوراكوفا بياتريس غارسيا فيداجاني تيريزا مردجا |
| 14 مايو | الدار البيضاء، المغرب ملعب ترابي $25،000 قرعة المباريات الفردية والزوجية نسخة محفوظة 2013-02-04 على موقع واي باك مشين.  | أولغا سافتشوك ريناتا فوراكوفا 6–1، 6–4                     | إيلينا بوغدان رالوكا أولارو                   | أنس جابر ماريا تيريزا تورو فلور           | أجلا توملجانوفيتش ريناتا فوراكوفا بياتريس غارسيا فيداجاني تيريزا مردجا |
| 14 مايو | لانديسفيل، الولايات المتحدة ملعب صلب $10،000 قرعة المباريات الفردية والزوجية                                            | بيا سومالينين 7–6(7–4)، 6–1                                | إليزابيث لامبكين                              | آن-ليز جيكينج يانا كوروليفا               | ألكسندرا مولر نيكا كوكهارتشوك تشاو دي دينيس ستار                       |
| 14 مايو | لانديسفيل، الولايات المتحدة ملعب صلب $10،000 قرعة المباريات الفردية والزوجية                                            | ماكال هاركينز تشيه يو هسو 6–3، 6–4                         | غابرييلا دابروفسكي ألكسندرا مولر              | آن-ليز جيكينج يانا كوروليفا               | ألكسندرا مولر نيكا كوكهارتشوك تشاو دي دينيس ستار                       |
| 14 مايو | أوبن سان جودان ميدي بيرينيه سان جودان، فرنسا ملعب ترابي $50،000+H فردي – زوجي                                           | ماريانا دوكي 4–6، 6–3، 6–2                                 | كلير فويرشتاين                                | فاليريا سافينيخ ارغوان رضائي              | إينيس فيرير سواريز جوليا كوهين إيرينا خروماتشيفا بيبيان ويجيرس         |
| 14 مايو | أوبن سان جودان ميدي بيرينيه سان جودان، فرنسا ملعب ترابي $50،000+H فردي – زوجي                                           | فيسنا دولونك إيرينا خروماتشيفا 6–2، 6–0                    | نايومي برودي جوليا غلوشكو                     | فاليريا سافينيخ ارغوان رضائي              | إينيس فيرير سواريز جوليا كوهين إيرينا خروماتشيفا بيبيان ويجيرس         |
| 14 مايو | أوبن سبارتا براغ براغ، جمهورية التشيك ملعب ترابي $100،000 فردي – زوجي                                                   | لوسي سافاروفا 6–3، 7–5                                     | كلارا زاكوبالوفا                              | أليز كورنيه إيلينا بالتاتشا               | أيومي موريتا إيفا بيرنروفا أناستازيا سيفاستوفا كيميكو داتي-كروم        |
| 14 مايو | أوبن سبارتا براغ براغ، جمهورية التشيك ملعب ترابي $100،000 فردي – زوجي                                                   | أليز كورنيه فيرجيني رازانو 6–2، 6–3                        | أكجول أمانمورادوف كاسي ديلاكوا                | أليز كورنيه إيلينا بالتاتشا               | أيومي موريتا إيفا بيرنروفا أناستازيا سيفاستوفا كيميكو داتي-كروم        |
| 14 مايو | كزرتة، إيطاليا ملعب ترابي $25،000 قرعة المباريات الفردية والزوجية نسخة محفوظة 2012-05-10 على موقع واي باك مشين.         | بيانكا بوتو 6–1، 6–0                                       | ألكسندرا كرونتش                               | شارون فيشمان إيرينا بافلوفيتش             | كارولينا بيلوت أنجيليكا موراتيلي ديانا مارسنكفيتشا جويا باربييري       |
| 14 مايو | كزرتة، إيطاليا ملعب ترابي $25،000 قرعة المباريات الفردية والزوجية نسخة محفوظة 2012-05-10 على موقع واي باك مشين.         | كاتارزينا بيتر رومانا تاباك 6–2، 6–3                       | فيكتوريا غولوبيتش ألكسندرا كرونتش             | شارون فيشمان إيرينا بافلوفيتش             | كارولينا بيلوت أنجيليكا موراتيلي ديانا مارسنكفيتشا جويا باربييري       |
| 14 مايو | إسطنبول، تركيا ملعب ترابي $10،000 قرعة المباريات الفردية والزوجية                                                       | كيرين ليمواس 6–2، 7–6(7–5)                                 | آني أميراغيان                                 | ياسمين ستينهير أماندا كاريراس             | كريستينا ماكاروفا بيانكا كوك ليو تشانغ نوريا باريزاس دياز              |
| 14 مايو | إسطنبول، تركيا ملعب ترابي $10،000 قرعة المباريات الفردية والزوجية                                                       | باشاك إرايدن ايبك سويلو 3–6، 6–2، [10–5]                   | ليو تشانغ زانغ نانان                          | ياسمين ستينهير أماندا كاريراس             | كريستينا ماكاروفا بيانكا كوك ليو تشانغ نوريا باريزاس دياز              |
| 14 مايو | باستاد، السويد ملعب ترابي $10،000 قرعة المباريات الفردية والزوجية                                                       | أوجيني بوشار 6–3، 6–0                                      | ميلانا سبريمو                                 | ساندرا روما سالي بيرز                     | بياتريس سيديرمارك باربارا سوباشكيفيتش لارا ميشيل فاليريا أوسادشينكو    |
| 14 مايو | باستاد، السويد ملعب ترابي $10،000 قرعة المباريات الفردية والزوجية                                                       | ساندرا روما إيفيليينا فيرتانن 6–3، 6–7(4–7)، [10–6]        | لوسي براون ميلانا سبريمو                      | ساندرا روما سالي بيرز                     | بياتريس سيديرمارك باربارا سوباشكيفيتش لارا ميشيل فاليريا أوسادشينكو    |
| 14 مايو | موسكو، روسيا ملعب ترابي $25،000 قرعة المباريات الفردية والزوجية                                                         | مارغريتا غاسباريان 4–6، 6–4، 7–6(7–2)                      | داريا غافريلوفا                               | أولغا يانشوك فالنتينا إيفاخنينكو          | مارينا ميلنيكوفا بيمرا أوزجن كاتيرينا كوزلوفا أولغا بوتشكوفا           |
| 14 مايو | موسكو، روسيا ملعب ترابي $25،000 قرعة المباريات الفردية والزوجية                                                         | فالنتينا إيفاخنينكو كاتيرينا كوزلوفا 6–1، 6–3              | داريا ليبيشيفا جوليا فاليتوفا                 | أولغا يانشوك فالنتينا إيفاخنينكو          | مارينا ميلنيكوفا بيمرا أوزجن كاتيرينا كوزلوفا أولغا بوتشكوفا           |
| 14 مايو | روساريو، الأرجنتين ملعب ترابي $10،000 قرعة المباريات الفردية والزوجية                                                   | آنا صوفيا سانشيز 6–1، 6–3                                  | غوادالوبي مورينو                              | تاتيانا بوا باتريسيا كو فلوريس            | فينيسا فورلانيتو ناديه بودوروسكا تاتيانا كاربيو فرانشيسكا ريسكالداني   |
| 14 مايو | روساريو، الأرجنتين ملعب ترابي $10،000 قرعة المباريات الفردية والزوجية                                                   | تاتيانا بوا كاميلا سيلفا 6–4، 7–6(7–2)                     | لوسيانا سارمينتي دانييلا سيغيل                | تاتيانا بوا باتريسيا كو فلوريس            | فينيسا فورلانيتو ناديه بودوروسكا تاتيانا كاربيو فرانشيسكا ريسكالداني   |
| 21 مايو | أستانا، كازاخستان ملعب صلب $25،000 قرعة المباريات الفردية والزوجية نسخة محفوظة 2012-08-06 على موقع واي باك مشين.        | ليودميلا كيتشينوك 4–6، 6–4، 6–2                            | ليزا ويبورن                                   | كسينيا كيريلوفا إيرينا بورياتشوك          | تمارا تشروفيتش تادجا ماجريتش فالنتينا إيفاخنينكو دليلا ياكوبوفيتش      |
| 21 مايو | أستانا، كازاخستان ملعب صلب $25،000 قرعة المباريات الفردية والزوجية نسخة محفوظة 2012-08-06 على موقع واي باك مشين.        | فالنتينا إيفاخنينكو كاتيرينا كوزلوفا 6–2، 6–0              | ديانا إيسيفا كسينيا كيريلوفا                  | كسينيا كيريلوفا إيرينا بورياتشوك          | تمارا تشروفيتش تادجا ماجريتش فالنتينا إيفاخنينكو دليلا ياكوبوفيتش      |
| 21 مايو | تشانغوون، كوريا الجنوبية ملعب صلب $25،000 قرعة المباريات الفردية والزوجية نسخة محفوظة 2012-05-10 على موقع واي باك مشين. | دوان ينغينغ 6–4، 6–3                                       | تشانغ لينغ                                    | يو مي تشو يمياو                           | هان سونغ هي نودنيدا لوانجنام تشاو ييجنج هان زينيون                     |
| 21 مايو | تشانغوون، كوريا الجنوبية ملعب صلب $25،000 قرعة المباريات الفردية والزوجية نسخة محفوظة 2012-05-10 على موقع واي باك مشين. | ليو زانتيج شو يفيان 6–4، 7–5                               | يانغ زاوكسوان تشانغ كيلين                     | يو مي تشو يمياو                           | هان سونغ هي نودنيدا لوانجنام تشاو ييجنج هان زينيون                     |
| 21 مايو | سمتر، الولايات المتحدة ملعب صلب $10،000 قرعة المباريات الفردية والزوجية                                                 | لويزا تشيريكو 6–4، 6–3                                     | فيكتوريا دوفال                                | بيا سومالينين Zhao Di                     | مايو هيبي سيسيليا كوستا ميلغار رومانا تيدجاكوسوما جيسيكا مور           |
| 21 مايو | سمتر، الولايات المتحدة ملعب صلب $10،000 قرعة المباريات الفردية والزوجية                                                 | يان أبازا نيكولا سلاتر 7–6(7–1)، 6–3                       | إليزابيث فيريس مايو هيبي                      | بيا سومالينين Zhao Di                     | مايو هيبي سيسيليا كوستا ميلغار رومانا تيدجاكوسوما جيسيكا مور           |
| 21 مايو | بريشا، إيطاليا ملعب ترابي $25،000 قرعة المباريات الفردية والزوجية نسخة محفوظة 2012-08-15 على موقع واي باك مشين.         | آنا كارولينا شميدلوفا 6–3، 6–2                             | بياتريس غارسيا فيداجاني                       | تيريزا مردجا ماريا جواو كوهلر             | أناستازيا جريمالسكا ستيفاني فوجت ريتشل هوجينكامب كورينا دينتوني        |
| 21 مايو | بريشا، إيطاليا ملعب ترابي $25،000 قرعة المباريات الفردية والزوجية نسخة محفوظة 2012-08-15 على موقع واي باك مشين.         | كورينا دينتوني ديانا مارسنكفيتشا 6–2، 6–1                  | تيريزا مردجا ماشا زيك بشكيريتش                | تيريزا مردجا ماريا جواو كوهلر             | أناستازيا جريمالسكا ستيفاني فوجت ريتشل هوجينكامب كورينا دينتوني        |
| 21 مايو | تيميشوارا، رومانيا ملعب ترابي $10،000 قرعة المباريات الفردية والزوجية                                                   | أندريا ميتو 6–2، 6–0                                       | فيكتوريا مالوفا                               | دانا ماشالكوڤا سيمونا أيونيسكو            | إيرينا ماريا بارا ليا ثولي داليا زافيروفا تيودورا ميرسك                |
| 21 مايو | تيميشوارا، رومانيا ملعب ترابي $10،000 قرعة المباريات الفردية والزوجية                                                   | تيودورا ميرسك أندريا ميتو 6–1، 6–2                         | لينا جورشسكا داليا زافيروفا                   | دانا ماشالكوڤا سيمونا أيونيسكو            | إيرينا ماريا بارا ليا ثولي داليا زافيروفا تيودورا ميرسك                |
| 21 مايو | غوتكسو، إسبانيا ملعب ترابي $10،000 قرعة المباريات الفردية والزوجية                                                      | أماندا كاريراس 6–3، 4–6، 6–4                               | إيفون كافالي رييمرز                           | جيد سوفريجان روثيو دي لا توري سانشيز      | باتريسيا ساندوسكا كلوي باكيوت أولغا سايز لارا مارجريدا مورا            |
| 21 مايو | غوتكسو، إسبانيا ملعب ترابي $10،000 قرعة المباريات الفردية والزوجية                                                      | بينيديتا دافاتيو فدريكا كويرسيا 7–6(7–3)، 6–2              | روثيو دي لا توري سانشيز أريبلا فرنانديز رابنر | جيد سوفريجان روثيو دي لا توري سانشيز      | باتريسيا ساندوسكا كلوي باكيوت أولغا سايز لارا مارجريدا مورا            |
| 21 مايو | كارويزاوا، اليابان عشب 25،000 دولار قرعة المباريات الفردية والزوجية نسخة محفوظة 2012-05-10 على موقع واي باك مشين.       | مارتا سيروتكينا 6–4، 2–6، 6–4                              | جونري ناميجاتا                                | وانغ كيانغ آكي ياماسوتو                   | كوميكو إيجيما تشينامي أوغي كسينيا ليكينا ميلاني ساوث                   |
| 21 مايو | كارويزاوا، اليابان عشب 25،000 دولار قرعة المباريات الفردية والزوجية نسخة محفوظة 2012-05-10 على موقع واي باك مشين.       | هسيه شو يينغ كوميكو إيجيما 3–6، 7–6(8–6)، [10–1]           | سامانثا موراي إميلي ويبلي سميث                | وانغ كيانغ آكي ياماسوتو                   | كوميكو إيجيما تشينامي أوغي كسينيا ليكينا ميلاني ساوث                   |
| 21 مايو | نيودلهي، الهند ملعب صلب 10،000 دولار قرعة المباريات الفردية والزوجية                                                    | ريشيكا سانكارا 6–2، 6–4                                    | سيمران كور سيتي                               | وو هو تشينغ ناتاشا بالها                  | إتي ماهيتا شويتا رانا برارثانا ثومباري بريرنا بهامبري                  |
| 21 مايو | نيودلهي، الهند ملعب صلب 10،000 دولار قرعة المباريات الفردية والزوجية                                                    | روشمي تشاكرافارتي أنكيتا راينا 6–3، 6–2                    | سري بيدي ريدي برارثانا ثومباري                | وو هو تشينغ ناتاشا بالها                  | إتي ماهيتا شويتا رانا برارثانا ثومباري بريرنا بهامبري                  |
| 21 مايو | إزمير، تركيا ملعب صلب $10،000 قرعة المباريات الفردية والزوجية                                                           | باشاك إرايدن 6–0، 6–1                                      | بياتريس سيديرمارك                             | ماريا جسبرسن إري هوزمي                    | ناتاليا سيدليسك ناديا عبد الله سيلفيا زاغورسكا سلطان غونين             |
| 21 مايو | إزمير، تركيا ملعب صلب $10،000 قرعة المباريات الفردية والزوجية                                                           | ناتاليا سيدليسك سيلفيا زاغورسكا 6–4، 6–3                   | ناديا عبد الله يانا سيزيكوفا                  | ماريا جسبرسن إري هوزمي                    | ناتاليا سيدليسك ناديا عبد الله سيلفيا زاغورسكا سلطان غونين             |
| 21 مايو | رعنانا، إسرائيل ملعب صلب $10،000 قرعة المباريات الفردية والزوجية                                                        | عوفري لانكري 6–0، 6–1                                      | ديسبينا فوغاساري                              | أميت ليف أري فاليريا باتيوك               | أنجلينا غابويفا إيكاترينا تور أولكسندرا بيسكون ساراي سترينباخ          |
| 21 مايو | رعنانا، إسرائيل ملعب صلب $10،000 قرعة المباريات الفردية والزوجية                                                        | إيستير ماسوري إيكاترينا تور 7–5، 1–6، [10–5]               | أنجلينا غابويفا فلاديسلافا زانوسينكو          | أميت ليف أري فاليريا باتيوك               | أنجلينا غابويفا إيكاترينا تور أولكسندرا بيسكون ساراي سترينباخ          |
| 21 مايو | فيلينيه، سلوفينيا ملعب ترابي $10،000 قرعة المباريات الفردية والزوجية                                                    | آنا لينا فريدسام 6–1، 6–3                                  | أنيسي زوكيني                                  | إنجا بريسلان كارولينا بيلوت               | فاندا لوكاش كاترينا كرامبيروفا ديجانا بانوفيتش سيلفيا نجيريتش          |
| 21 مايو | فيلينيه، سلوفينيا ملعب ترابي $10،000 قرعة المباريات الفردية والزوجية                                                    | آنا لينا فريدسام فاندا لوكاش 7–6(7–3)، 5–7، [10–4]         | إنجا بريسلان ديجانا رايكوفيتش                 | إنجا بريسلان كارولينا بيلوت               | فاندا لوكاش كاترينا كرامبيروفا ديجانا بانوفيتش سيلفيا نجيريتش          |
| 28 مايو | FSP Gold River Women's Challenger ساكرامنتو، الولايات المتحدة ملعب صلب $50،000 فردي – زوجي                              | ماريا سانشيز 4–6، 3–6، 1–6                                 | جيسيكا بيجلا                                  | فاليريا سولوفيفا سامانثا كراوفورد         | يلينا بوفينا رومانا تيدجاكوسوما آسيا محمد أشلي وينهولد                 |
| 28 مايو | FSP Gold River Women's Challenger ساكرامنتو، الولايات المتحدة ملعب صلب $50،000 فردي – زوجي                              | آسيا محمد ياسمين شناك 3–6، 6–7(4–7)                        | كايتلين كريستيان ماريا سانشيز                 | فاليريا سولوفيفا سامانثا كراوفورد         | يلينا بوفينا رومانا تيدجاكوسوما آسيا محمد أشلي وينهولد                 |
| 28 مايو | غيمتشون، كوريا الجنوبية ملعب صلب $25،000 قرعة المباريات الفردية والزوجية نسخة محفوظة 2012-07-10 على موقع واي باك مشين.  | دوان ينغينغ 2–6، 1–6                                       | شانيل سيموندز                                 | هان سونغ هي يو مين هوا                    | لي سو را نيشا ليرتبيتاكسينتشاي ليانغ تشن سان شنجنان                    |
| 28 مايو | غيمتشون، كوريا الجنوبية ملعب صلب $25،000 قرعة المباريات الفردية والزوجية نسخة محفوظة 2012-07-10 على موقع واي باك مشين.  | هو يوييو شو يفيان 6–0، 3–6، [10–7]                         | ليانغ تشن سان شنجنان                          | هان سونغ هي يو مين هوا                    | لي سو را نيشا ليرتبيتاكسينتشاي ليانغ تشن سان شنجنان                    |
| 28 مايو | جزيرة هيلتون هيد، الولايات المتحدة ملعب صلب $10،000 قرعة المباريات الفردية والزوجية                                     | مايو هيبي 6–3، 6–1                                         | جيسيكا مور                                    | بريونا أديسون يان أبازا                   | تورنادو أليسا بلاك يانا كوروليفا فيكتوريا دوفال شيري لي                |
| 28 مايو | جزيرة هيلتون هيد، الولايات المتحدة ملعب صلب $10،000 قرعة المباريات الفردية والزوجية                                     | أناميكا بهارغافا سيلفيا كريواتش 6–1، 6–4                   | يلينا دوريسيتش ريو كيتاغاوا                   | بريونا أديسون يان أبازا                   | تورنادو أليسا بلاك يانا كوروليفا فيكتوريا دوفال شيري لي                |
| 28 مايو | قرشي، أوزبكستان ملعب صلب $10،000 قرعة المباريات الفردية والزوجية                                                        | كسينيا ميليفسكايا 6–4، 7–5                                 | ناديا كيتشينوك                                | تمارا تشروفيتش كيرين شلومو                | أناستاسيا فاسيليفا ايكاترينا ياشينا أنجيليكا جابويفا ليودميلا كيتشينوك |
| 28 مايو | قرشي، أوزبكستان ملعب صلب $10،000 قرعة المباريات الفردية والزوجية                                                        | داريا ليبيشيفا ايكاترينا ياشينا 7–6(7–5)، 6–2              | ألبينا خابيبولينا أناستاسيا فاسيليفا          | تمارا تشروفيتش كيرين شلومو                | أناستاسيا فاسيليفا ايكاترينا ياشينا أنجيليكا جابويفا ليودميلا كيتشينوك |
| 28 مايو | أراد، رومانيا ملعب ترابي 10،000 دولار قرعة المباريات الفردية والزوجية                                                   | لينا جورشيسكا 4–6، 6–4، 6–3                                | فيكتوريا ماليوا                               | كريستينا أدامسكو سيلا بورزاني             | لورا إينيا ألكسندرا داماشين كريستينا إيني أناستازيا فدوفينكو           |
| 28 مايو | أراد، رومانيا ملعب ترابي 10،000 دولار قرعة المباريات الفردية والزوجية                                                   | لينا جورشيسكا فيكتوريا ماليوا انسحاب                       | ألكسندرا داماشين باتريسيا ماريا تيغ           | كريستينا أدامسكو سيلا بورزاني             | لورا إينيا ألكسندرا داماشين كريستينا إيني أناستازيا فدوفينكو           |
| 28 مايو | غرادو، إيطاليا ملعب ترابي 25،000 دولار قرعة المباريات الفردية والزوجية                                                  | ماريا إلينا كاميرين 6–2، 6–3                               | إيفون ميوسبرجر                                | مارجاليتا تشاخناشفيلي ميهايلا بوزارنيسكو  | Daria Gavrilova Sacha Jones ناستازيا بورنيت دانكا كوفينتش              |
| 28 مايو | غرادو، إيطاليا ملعب ترابي 25،000 دولار قرعة المباريات الفردية والزوجية                                                  | مارجاليتا تشاخناشفيلي إيكاترين جورجودزي 7–6(7–2)، 7–6(7–1) | كلوديا جيوفين أناستازيا جريمالسكا             | مارجاليتا تشاخناشفيلي ميهايلا بوزارنيسكو  | Daria Gavrilova Sacha Jones ناستازيا بورنيت دانكا كوفينتش              |
| 28 مايو | كانتانهيد، البرتغال ملعب عشبي $10،000 قرعة المباريات الفردية والزوجية                                                   | شارلين سيتيون 4–6، 6–3، 6–4                                | أولغا سايث لارّا                               | كارولين دانيلز بولا موسيتي تالامانتيز     | أماندين كازو أولغا بروزدا كارولينا براتس ميان فيرجيني أياساميه         |
| 28 مايو | كانتانهيد، البرتغال ملعب عشبي $10،000 قرعة المباريات الفردية والزوجية                                                   | مارجريدا مورا جوانا فالي كوستا 7–5، 6–1                    | عايدة مارتينيز سانخوان بولا موسيتي تالامانتيز | كارولين دانيلز بولا موسيتي تالامانتيز     | أماندين كازو أولغا بروزدا كارولينا براتس ميان فيرجيني أياساميه         |
| 28 مايو | برشيروف، جمهورية التشيك ملعب ترابي $15،000 قرعة المباريات الفردية والزوجية                                              | أندريا ميتو 6–2، 6–3                                       | مارتينا كوبيتشكوفا                            | تينا شيتشتل آنه شيفر                      | كاتيرينا كرومبيروفا ناتاليا روسي إيزابيلا شنيكوفا بولا كانيا           |
| 28 مايو | برشيروف، جمهورية التشيك ملعب ترابي $15،000 قرعة المباريات الفردية والزوجية                                              | نيكولا فرانكوفا تيريزا هلاديكوفا 4–6، 7–6(9–7)، [10–8]     | سيمونا دوبرا لوسي كريجسمانوفا                 | تينا شيتشتل آنه شيفر                      | كاتيرينا كرومبيروفا ناتاليا روسي إيزابيلا شنيكوفا بولا كانيا           |
| 28 مايو | طربزون، تركيا ملعب صلب $10،000 قرعة المباريات الفردية والزوجية                                                          | مارغاريتا لازاريفا 6–4، 6–3                                | ميليس سيزر                                    | ديانا ستومليغا ناديا عبد الله             | ألينا ميخييفا إري هوزمي بوريسلافا بوتوشاروفا ستيفاني سيوموني           |
| 28 مايو | طربزون، تركيا ملعب صلب $10،000 قرعة المباريات الفردية والزوجية                                                          | مارغاريتا لازاريفا آبي مايرز 6–2، 6–3                      | سلطان غونين بشرى كايرون                       | ديانا ستومليغا ناديا عبد الله             | ألينا ميخييفا إري هوزمي بوريسلافا بوتوشاروفا ستيفاني سيوموني           |
| 28 مايو | وارسو، بولندا ملعب ترابي $10،000 قرعة المباريات الفردية والزوجية                                                        | شانتال شكاملوفا 6–3، 6–2                                   | كاتارزينا كاوا                                | إلين بوكينز نادية كولب                    | فيفيان يوهاسوفا سيلفيا زاغورسكا ديجانا رايكوفيتش كيتلين ووريسكي        |
| 28 مايو | وارسو، بولندا ملعب ترابي $10،000 قرعة المباريات الفردية والزوجية                                                        | إلين بوكينز كيتلين ووريسكي 6–2، 6–2                        | كارولينا كوسينسكا ألكساندرا روسولسكا          | إلين بوكينز نادية كولب                    | فيفيان يوهاسوفا سيلفيا زاغورسكا ديجانا رايكوفيتش كيتلين ووريسكي        |
| 28 مايو | ماريبور، سلوفينيا ملعب ترابي $25،000 قرعة المباريات الفردية والزوجية نسخة محفوظة 2012-08-05 على موقع واي باك مشين.      | آنا لينا فريدسام 2–6، 7–6(7–1)، 6–2                        | تيليانا بيريرا                                | كاثرين فورل أجلا توملجانوفيتش             | أوجيني بوشار ماشا زيك بشكيريتش يانا كابلوفا ماريا جواو كوهلر           |
| 28 مايو | ماريبور، سلوفينيا ملعب ترابي $25،000 قرعة المباريات الفردية والزوجية نسخة محفوظة 2012-08-05 على موقع واي باك مشين.      | إيلينا بوغدان كاثرين فورل 6–2، 2–6، [10–5]                 | كارين باربات آنا لينا فريدسام                 | كاثرين فورل أجلا توملجانوفيتش             | أوجيني بوشار ماشا زيك بشكيريتش يانا كابلوفا ماريا جواو كوهلر           |

### يونيو
| الأسبوع  | البطولة | الفائزات                                               | الوصيفات                                   | المتأهلات لنصف النهائي                     | المتأهلات لربع النهائي                                               |
| -------- | --- | ------------------------------------------------------ | ------------------------------------------ | ------------------------------------------ | -------------------------------------------------------------------- |
| 4 يونيو  | AEGON Trophy نوتنغهام، المملكة المتحدة عشبي $75،000 فردي – زوجي                                                              | أورزولا رادفانسكا 6–1، 4–6، 6–1                        | كوكو فانديويج                              | إيرينا فالكوني آن كيوثافونج                | تشانغ كاي تشن إيلينا بالتاتشا كريستينا بليسكوفا هيش سو وي            |
| 4 يونيو  | AEGON Trophy نوتنغهام، المملكة المتحدة عشبي $75،000 فردي – زوجي                                                              | إيليني دانيليدو كاسي ديلاكوا 6–4، 6–2                  | لورا روبسون هيذر واتسون                    | إيرينا فالكوني آن كيوثافونج                | تشانغ كاي تشن إيلينا بالتاتشا كريستينا بليسكوفا هيش سو وي            |
| 4 يونيو  | زلين، جمهورية التشيك ملعب ترابي $25،000 قرعة المباريات الفردية والزوجية                                                      | ماريا تيريزا تورو فلور 6–1، 1–6، 6–1                   | جاسمينا تينجيتش                            | كاتالينا كاستانيو ايكاتيرينا إيفانوفا      | فيرونيكا سبيد رويج ريناتا فوراكوفا كاترينا كرامبيروفا تيليانا بيريرا |
| 4 يونيو  | زلين، جمهورية التشيك ملعب ترابي $25،000 قرعة المباريات الفردية والزوجية                                                      | إليتسا كوستوفا جاسمينا تينجيتش 4–6، 6–1، [10–8]        | فيرونيكا سبيد رويج تيليانا بيريرا          | كاتالينا كاستانيو ايكاتيرينا إيفانوفا      | فيرونيكا سبيد رويج ريناتا فوراكوفا كاترينا كرامبيروفا تيليانا بيريرا |
| 4 يونيو  | قرشي، أوزبكستان ملعب صلب $25،000 قرعة المباريات الفردية والزوجية نسخة محفوظة 2012-08-09 على موقع واي باك مشين.               | ناديا كيتشينوك 6–3، 7–6(7–3)                           | تادجا ماجريتش                              | تيودورا ميرسك فالنتينا إيفاخنينكو          | كسينيا ميليفسكايا زارينا دياز كسينيا ألكان فيرونيكا كابشاي           |
| 4 يونيو  | قرشي، أوزبكستان ملعب صلب $25،000 قرعة المباريات الفردية والزوجية نسخة محفوظة 2012-08-09 على موقع واي باك مشين.               | فالنتينا إيفاخنينكو كاترينا كوزلوفا 7–5، 6–3           | فيرونيكا كابشاي تيودورا ميرسك              | تيودورا ميرسك فالنتينا إيفاخنينكو          | كسينيا ميليفسكايا زارينا دياز كسينيا ألكان فيرونيكا كابشاي           |
| 4 يونيو  | إل باسو، الولايات المتحدة ملعب صلب $25،000 قرعة المباريات الفردية والزوجية نسخة محفوظة 2012-08-09 على موقع واي باك مشين.     | ماري إيف بللوتيه 7–5، 6–4                              | أشلي وينهولد                               | إليزابيث لومبكين فاليريا سولوفيفا          | أليونا سوتنيكوفا إليزابيث فيريس ماريا سانشيز فاطمة النبهاني          |
| 4 يونيو  | إل باسو، الولايات المتحدة ملعب صلب $25،000 قرعة المباريات الفردية والزوجية نسخة محفوظة 2012-08-09 على موقع واي باك مشين.     | ساناز ماراند أشلي وينهولد 6–4، 6–3                     | فاطمة النبهاني ماريا فرناندا ألفاريز تيران | إليزابيث لومبكين فاليريا سولوفيفا          | أليونا سوتنيكوفا إليزابيث فيريس ماريا سانشيز فاطمة النبهاني          |
| 4 يونيو  | سانتوس، البرازيل ملعب ترابي 10،000 دولار قرعة المباريات الفردية والزوجية                                                     | آنا كلارا دوارتي 6–2، 3–6، 6–1                         | فرناندا بريتو                              | كارلا فورت ناثالي كوراتا                   | روكسان فيسمبيرج إدواردا بياي إيزابيلا روباني فيفيان سغنيني           |
| 4 يونيو  | سانتوس، البرازيل ملعب ترابي 10،000 دولار قرعة المباريات الفردية والزوجية                                                     | إدواردا بياي كارينا فينديتّي 6–3، 7–6(7–4)              | غابرييلا سي راكيل بيلتشير                  | كارلا فورت ناثالي كوراتا                   | روكسان فيسمبيرج إدواردا بياي إيزابيلا روباني فيفيان سغنيني           |
| 4 يونيو  | أمارنتة، البرتغال ملعب صلب 10،000 دولار قرعة المباريات الفردية والزوجية                                                      | فيرجيني أياسامي 6–4، 1–6، 6–2                          | جوانا فالي كوستا                           | أولغا بروزدا نوريا باريزاس دياز            | ناتاليا روسي إنجا بريسلان جايل ري ألكسندرا نانكارو                   |
| 4 يونيو  | أمارنتة، البرتغال ملعب صلب 10،000 دولار قرعة المباريات الفردية والزوجية                                                      | إيفيت لوبيز نوريا باريزاس دياز انسحاب                  | أولغا بروزدا ناتاليا كولات                 | أولغا بروزدا نوريا باريزاس دياز            | ناتاليا روسي إنجا بريسلان جايل ري ألكسندرا نانكارو                   |
| 4 يونيو  | أغري، تركيا سجادة $10،000 قرعة المباريات الفردية والزوجية                                                                    | باشاك إرايدن 6–3، 6–3                                  | جينين برينتنر                              | سيدا أرانتكين يانا سيزيكوفا                | ألكسندرا رومانوفا مارجريتا لازاريفا ليندا مير ماريسا جيانوتي         |
| 4 يونيو  | أغري، تركيا سجادة $10،000 قرعة المباريات الفردية والزوجية                                                                    | ألكسندرا رومانوفا شانتال شكاملوفا 6–3، 4–6، [10–7]     | آبي مايرز يانا سيزيكوفا                    | سيدا أرانتكين يانا سيزيكوفا                | ألكسندرا رومانوفا مارجريتا لازاريفا ليندا مير ماريسا جيانوتي         |
| 4 يونيو  | تايبيه، تايبيه الصينية ملعب صلب $10،000 قرعة المباريات الفردية والزوجية                                                      | نونجنادا واناسوك 6–4، 7–6(7–3)                         | تشان تشين وي                               | ميابي إينو إيمي موتاغوتشي                  | لي هوا-تشن فنيز تشان ميهارو إيمانشي نيشا ليرتبيتاكسينتشاي            |
| 4 يونيو  | تايبيه، تايبيه الصينية ملعب صلب $10،000 قرعة المباريات الفردية والزوجية                                                      | كاو شاو-يوان لي هوا-تشن 6–3، 6–3                       | شو تشينغ ون لي يا-هسون                     | ميابي إينو إيمي موتاغوتشي                  | لي هوا-تشن فنيز تشان ميهارو إيمانشي نيشا ليرتبيتاكسينتشاي            |
| 4 يونيو  | سراييفو، البوسنة والهرسك ملعب ترابي $10،000 قرعة المباريات الفردية والزوجية                                                  | كامليا هريستيا 6–3، 3–6، 6–4                           | برناردا بيرا                               | نينا تساندر فلاديكا بابيك                  | تياشا شريمبف تيريزا ماليكوفا يوڤانا جاكشيك كريستينا دينو             |
| 4 يونيو  | سراييفو، البوسنة والهرسك ملعب ترابي $10،000 قرعة المباريات الفردية والزوجية                                                  | باربارا بونيتش نيدا كوبرتشينا 2–6، 7–5، [10–8]         | داجمارا باشكوفا تيريزا ماليكوفا            | نينا تساندر فلاديكا بابيك                  | تياشا شريمبف تيريزا ماليكوفا يوڤانا جاكشيك كريستينا دينو             |
| 11 يونيو | أوبن GDF SUEZ دي مارسيليا مارسيليا، فرنسا ملعب ترابي $100،000 فردي – زوجي                                                    | لورديس دومينغيز لينو 6–3، 6–3                          | بولين بارمنتييه                            | جيسيكا بيجلا ناستازيا بورنيت               | بياتريس غارسيا فيداجاني كارولين غارسيا جوليا كوهين ستيفاني فوجت      |
| 11 يونيو | أوبن GDF SUEZ دي مارسيليا مارسيليا، فرنسا ملعب ترابي $100،000 فردي – زوجي                                                    | سيفرين بريمون بيلترام لورا ثورب 6–1، 6–4               | كريستينا بارويس أولغا سافتشوك              | جيسيكا بيجلا ناستازيا بورنيت               | بياتريس غارسيا فيداجاني كارولين غارسيا جوليا كوهين ستيفاني فوجت      |
| 11 يونيو | Trofeul Popeci كرايوفا، رومانيا ملعب ترابي $50،000+H فردي – زوجي                                                             | ماريا تيريزا تورو فلور 6–3، 6–4                        | أندريا ميتو                                | ماريا إيروغيين إيرينا خروماتشيفا           | ألكسندرا كرونتش كريستينا دينو رالوكا أولارو كيرستن فليبكينس          |
| 11 يونيو | Trofeul Popeci كرايوفا، رومانيا ملعب ترابي $50،000+H فردي – زوجي                                                             | ريناتا فوراكوفا لينكا وينروفا 2–6، 6–3، [10–6]         | بولا كانيا إيرينا خروماتشيفا               | ماريا إيروغيين إيرينا خروماتشيفا           | ألكسندرا كرونتش كريستينا دينو رالوكا أولارو كيرستن فليبكينس          |
| 11 يونيو | تحدي إييجون نوتنغهام نوتنغهام، المملكة المتحدة عشب $50،000 فردي – زوجي                                                       | أشلي بارتي 6–1، 6–1                                    | تاتيانا ماليك                              | أناستاسيا ياكيموفا كارولينا بلسكوفا        | مارتا سيروتكينا أمرا ساديكوفيتش ماديسون برينجل ميهايلا بوزارنيسكو    |
| 11 يونيو | تحدي إييجون نوتنغهام نوتنغهام، المملكة المتحدة عشب $50،000 فردي – زوجي                                                       | أشلي بارتي سالي بيرز 7–6(7–2)، 3–6، [10–5]             | ريكا-لوكا جاني ماريا جواو كوهلر            | أناستاسيا ياكيموفا كارولينا بلسكوفا        | مارتا سيروتكينا أمرا ساديكوفيتش ماديسون برينجل ميهايلا بوزارنيسكو    |
| 11 يونيو | بخارى، أوزبكستان ملعب صلب $25،000 قرعة المباريات الفردية والزوجية نسخة محفوظة 2013-08-13 على موقع واي باك مشين.              | زارينا دياز 0–6، 0–6                                   | ليودميلا كيتشينوك                          | سابينا شاريبوفا تيودورا ميرسك              | فيرونيكا كابشاي كاتيرينا كوزلوفا أكيكو أوميه أندريا كوخ بنفنوتو      |
| 11 يونيو | بخارى، أوزبكستان ملعب صلب $25،000 قرعة المباريات الفردية والزوجية نسخة محفوظة 2013-08-13 على موقع واي باك مشين.              | ليودميلا كيتشينوك ناديا كيتشينوك 5–7، 5–7              | فالنتينا إيفاخنينكو كاتيرينا كوزلوفا       | سابينا شاريبوفا تيودورا ميرسك              | فيرونيكا كابشاي كاتيرينا كوزلوفا أكيكو أوميه أندريا كوخ بنفنوتو      |
| 11 يونيو | باذوة، إيطاليا ملعب ترابي $25،000 قرعة المباريات الفردية والزوجية نسخة محفوظة 2012-08-09 على موقع واي باك مشين.              | آنا لينا فريدسام 2–6، 2–6                              | كورينا دينتوني                             | ديانا مارسنكفيتشا جوليا جاتو مونتيكوني     | ألكساندرينا نايدينوفا كاتارزينا بيتر أناستازيا جريمالسكا ليزا سابينو |
| 11 يونيو | باذوة، إيطاليا ملعب ترابي $25،000 قرعة المباريات الفردية والزوجية نسخة محفوظة 2012-08-09 على موقع واي باك مشين.              | جويا باربييري أناستازيا جريمالسكا 1–6، 2–6             | فيديريكا غراتسيوسو ليزا سابينو             | ديانا مارسنكفيتشا جوليا جاتو مونتيكوني     | ألكساندرينا نايدينوفا كاتارزينا بيتر أناستازيا جريمالسكا ليزا سابينو |
| 11 يونيو | أرزنجان، تركيا ملعب صلب $10،000 قرعة المباريات الفردية والزوجية                                                              | شانتال شكاملوفا 6–1، 6–1                               | جانين برنتنر                               | باشاك إرايدن ألينا فيسيل                   | آبي مايرز مارجريتا لازاريفا تاماري تشالاغانيدزي لينا ماير            |
| 11 يونيو | أرزنجان، تركيا ملعب صلب $10،000 قرعة المباريات الفردية والزوجية                                                              | شانتال شكاملوفا ألينا فيسيل 6–0، 6–4                   | جانين برنتنر يفجينيا سفينتسوفا             | باشاك إرايدن ألينا فيسيل                   | آبي مايرز مارجريتا لازاريفا تاماري تشالاغانيدزي لينا ماير            |
| 11 يونيو | يابلونتس ناد نيسو، جمهورية التشيك ملعب ترابي $10،000 قرعة المباريات الفردية والزوجية                                         | كلارا فابيكا 6–4، 6–1                                  | كاترينا كرامبيروفا                         | بيانكا كوخ بترا كرجسوفا                    | أليس بالدوتشي فيفيان فييرين تيريزا مارتينكوفا فاندا لوكاش            |
| 11 يونيو | يابلونتس ناد نيسو، جمهورية التشيك ملعب ترابي $10،000 قرعة المباريات الفردية والزوجية                                         | فيكتوريا كان كاترينا سينياكوفا 6–4، 6–3                | مارتينا بوريكا بترا كرجسوفا                | بيانكا كوخ بترا كرجسوفا                    | أليس بالدوتشي فيفيان فييرين تيريزا مارتينكوفا فاندا لوكاش            |
| 11 يونيو | ميبل، هولندا ملعب ترابي $10،000 قرعة المباريات الفردية والزوجية                                                              | يساليني بونافنتور 6–2، 6–4                             | جوليا كيميلمان                             | فارفارا فلينك آن شيفر                      | سيندي بورغر فاليريا بودا نيكوليت فان أويترت لوسيا سيرفيرا فاسكيز     |
| 11 يونيو | ميبل، هولندا ملعب ترابي $10،000 قرعة المباريات الفردية والزوجية                                                              | يساليني بونافنتور نيكوليت فان أويترت 6–1، 4–6، [10–7]  | ماريت بونسرا فيفيان هيزن                   | فارفارا فلينك آن شيفر                      | سيندي بورغر فاليريا بودا نيكوليت فان أويترت لوسيا سيرفيرا فاسكيز     |
| 11 يونيو | طوكيو، اليابان ملعب صلب $10،000 قرعة المباريات الفردية والزوجية                                                              | ناو هيبينو 6–0، 6–2                                    | ماري تاناكا                                | ميهارو إيمانيشي أكيكو يونيمورا             | ميهو كواسي آكي ياماسوتو يومي ميازاكي نونجنادا واناسوك                |
| 11 يونيو | طوكيو، اليابان ملعب صلب $10،000 قرعة المباريات الفردية والزوجية                                                              | مايكو إينوي كاوري أونيشي 5–7، 7–5، [10–7]              | أكاري إينوي هيروكو كواتا                   | ميهارو إيمانيشي أكيكو يونيمورا             | ميهو كواسي آكي ياماسوتو يومي ميازاكي نونجنادا واناسوك                |
| 11 يونيو | بيتاني بيتش، الولايات المتحدة ملعب ترابي $10،000 قرعة المباريات الفردية والزوجية                                             | فوجسلافا لوكيتش 6–2، 7–5                               | ساناز ماراند                               | أليكسيس كينغ أنستاسيا خارتشينكو            | كاترينا ستيفنسن نيكا كوكهارتشوك جاكلين كاكو ماريا سلوبسكا            |
| 11 يونيو | بيتاني بيتش، الولايات المتحدة ملعب ترابي $10،000 قرعة المباريات الفردية والزوجية                                             | جاكلين كاكو ساناز ماراند 6–1، 6–2                      | أنستاسيا خارتشينكو نيكا كوكهارتشوك         | أليكسيس كينغ أنستاسيا خارتشينكو            | كاترينا ستيفنسن نيكا كوكهارتشوك جاكلين كاكو ماريا سلوبسكا            |
| 18 يونيو | غويانغ، كوريا الجنوبية ملعب صلب $25،000 قرعة المباريات الفردية والزوجية نسخة محفوظة 2012-06-22 على موقع واي باك مشين.        | دوان ينغينغ 6–3، 6–3                                   | تشانغ لينغ                                 | فاراتشايا وونجتينتشاي هان سونغ هي          | تشان تشين وي ليانغ تشن لو جياجينغ لي سو را                           |
| 18 يونيو | غويانغ، كوريا الجنوبية ملعب صلب $25،000 قرعة المباريات الفردية والزوجية نسخة محفوظة 2012-06-22 على موقع واي باك مشين.        | ليو زانتيج سان شنجنان 6–7(1–7)، 6–3، [10–7]            | نيشا ليرتبيتاكسينتشاي بينجتارن بليبويتش    | فاراتشايا وونجتينتشاي هان سونغ هي          | تشان تشين وي ليانغ تشن لو جياجينغ لي سو را                           |
| 18 يونيو | مونبلييه، فرنسا ملعب ترابي $25،000 قرعة المباريات الفردية والزوجية نسخة محفوظة 2012-08-09 على موقع واي باك مشين.             | سيفرين بريمون بيلترام 6–2، 7–6(7–4)                    | كاتالينا كاستانيو                          | ماريا إيروغيين مونيكا بويغ                 | يوليا بوتنتسيفا كورينا دينتوني جويا باربييري أليز ليم                |
| 18 يونيو | مونبلييه، فرنسا ملعب ترابي $25،000 قرعة المباريات الفردية والزوجية نسخة محفوظة 2012-08-09 على موقع واي باك مشين.             | سيفرين بريمون بيلترام لورا ثورب 4–6، 6–4، [10–6]       | ميلين أرويو ماريا إيروغيين                 | ماريا إيروغيين مونيكا بويغ                 | يوليا بوتنتسيفا كورينا دينتوني جويا باربييري أليز ليم                |
| 18 يونيو | لنزرهيدا، سويسرا ملعب ترابي $25،000 قرعة المباريات الفردية والزوجية نسخة محفوظة 2012-09-03 على موقع واي باك مشين.            | ألكسندرا كرونتش 6–3، 6–3                               | كيارا شول                                  | تيميا باشينسكي آنا فرلجيتش                 | إيزابيلا شنيكوفا ناستجا كولار ستيفاني فوجت صوفيا كفاتسابايا          |
| 18 يونيو | لنزرهيدا، سويسرا ملعب ترابي $25،000 قرعة المباريات الفردية والزوجية نسخة محفوظة 2012-09-03 على موقع واي باك مشين.            | ألكسندرا كرونتش آنا فرلجيتش 6–2، 6–4                   | كسينيا ليكينا إيزابيلا شنيكوفا             | تيميا باشينسكي آنا فرلجيتش                 | إيزابيلا شنيكوفا ناستجا كولار ستيفاني فوجت صوفيا كفاتسابايا          |
| 18 يونيو | كولونيا، ألمانيا ملعب ترابي $10،000 قرعة المباريات الفردية والزوجية                                                          | جوليا كيميلمان 6–2، 1–6، 7–5                           | يلينا باندزيك                              | كلارا فابيكوفا فانيسا هينكه                | إيفا بريموراتش إيفون نويورث جوليا فاشاتسيك فيرينا شمد                |
| 18 يونيو | كولونيا، ألمانيا ملعب ترابي $10،000 قرعة المباريات الفردية والزوجية                                                          | جوليا ماير داليا زافيروفا 6–1، 6–1                     | ناتاليا روسي كارولينا زيبالوس              | كلارا فابيكوفا فانيسا هينكه                | إيفا بريموراتش إيفون نويورث جوليا فاشاتسيك فيرينا شمد                |
| 18 يونيو | إسطنبول، تركيا ملعب صلب $10،000 قرعة المباريات الفردية والزوجية                                                              | يوليا كالبينا 6–2، 6–2                                 | كسينيا كيريلوفا                            | جوانا هيوتي آنا بوغدان                     | جوليا ستاماتوفا بيرميت دوفانايفا جاكلين أدينا كريستيان ستيفانا أندري |
| 18 يونيو | إسطنبول، تركيا ملعب صلب $10،000 قرعة المباريات الفردية والزوجية                                                              | بياتريس ماريا مارتينس سكاتو آبي مايرز 6–1، 7–6(9–7)    | ديانا إيسيفا كسينيا كيريلوفا               | جوانا هيوتي آنا بوغدان                     | جوليا ستاماتوفا بيرميت دوفانايفا جاكلين أدينا كريستيان ستيفانا أندري |
| 18 يونيو | كرايوفا، رومانيا ملعب ترابي $10،000 قرعة المباريات الفردية والزوجية                                                          | سابينا لوبو 6–2، 6–4                                   | دانييل هارمسن                              | لورا-إيونا أندري ديانا بوزيان              | ليو مين سيمونا إيونسكو باتريسيا ماريا تيغ رالوكا إلينا بلاتون        |
| 18 يونيو | كرايوفا، رومانيا ملعب ترابي $10،000 قرعة المباريات الفردية والزوجية                                                          | كاميليا هريستيا أليس-أندرا رادو 6–0، 3–6، [10–6]       | لورا-إيونا أندري رالوكا إلينا بلاتون       | لورا-إيونا أندري ديانا بوزيان              | ليو مين سيمونا إيونسكو باتريسيا ماريا تيغ رالوكا إلينا بلاتون        |
| 18 يونيو | ويليامزبرغ، الولايات المتحدة ملعب ترابي $10،000 قرعة المباريات الفردية والزوجية                                              | فوجسلافا لوكيتش 6–1، 6–3                               | كارولين دويل                               | نيكا كوخارشوك دايانا نيغرانو               | جاكلين كاكو سونيا مولنار دينيس ستار أنستازيا خارشينكو                |
| 18 يونيو | ويليامزبرغ، الولايات المتحدة ملعب ترابي $10،000 قرعة المباريات الفردية والزوجية                                              | لورا ديجمان جوليا موريارتي 6–4، 6–4                    | جاكلين كاكو ويتني جونز                     | نيكا كوخارشوك دايانا نيغرانو               | جاكلين كاكو سونيا مولنار دينيس ستار أنستازيا خارشينكو                |
| 18 يونيو | ميه، اليابان عشبي $10،000 قرعة المباريات الفردية والزوجية                                                                    | ناو هيبينو 6–2، 0–6، 6–3                               | يورينا كوشينو                              | ميابي اينوي هيروكو كواتا                   | كاوري أونيشي لي يا-هسوان إري هوزمي أكيكو يونيمورا                    |
| 18 يونيو | ميه، اليابان عشبي $10،000 قرعة المباريات الفردية والزوجية                                                                    | هيروكو كواتا يوكي تاناكا 6–3، 3–6، [10–5]              | أكاري اينوي كاوري أونيشي                   | ميابي اينوي هيروكو كواتا                   | كاوري أونيشي لي يا-هسوان إري هوزمي أكيكو يونيمورا                    |
| 18 يونيو | نيش، صربيا ملعب ترابي $10،000 قرعة المباريات الفردية والزوجية                                                                | ناتاليا كوستيتش 3–6، 6–2، 6–3                          | إنديري أكيكي                               | فيكتوريا توموفا لينا جورشيسكا              | تسفيتا ديميتروفا هوليا إيسن أندجيلا نوفشيتش يوفانا جاكشيتش           |
| 18 يونيو | نيش، صربيا ملعب ترابي $10،000 قرعة المباريات الفردية والزوجية                                                                | هوليا إيسن لطيفة إيسن 3–6، 7–6(7–2)، [10–6]            | لينا جورشيسكا ماريا موخ                    | فيكتوريا توموفا لينا جورشيسكا              | تسفيتا ديميتروفا هوليا إيسن أندجيلا نوفشيتش يوفانا جاكشيتش           |
| 18 يونيو | نيو دلهي، الهند ملعب صلب $10،000 قرعة المباريات الفردية والزوجية                                                             | أنكيتا راينا 6–4، 6–2                                  | بريرنا بهمبري                              | روتوجا بسالي ماري تاناكا                   | إنجا بريسلان نيدي تشيلومولا كاثرين آيب ريشيكا سانكارا                |
| 18 يونيو | نيو دلهي، الهند ملعب صلب $10،000 قرعة المباريات الفردية والزوجية                                                             | أيشفاريا أغروال أنكيتا راينا 6–1، 6–4                  | إستر ماسوري نعومي توتكا                    | روتوجا بسالي ماري تاناكا                   | إنجا بريسلان نيدي تشيلومولا كاثرين آيب ريشيكا سانكارا                |
| 18 يونيو | ألكمار، هولندا ملعب ترابي 10،000$ قرعة المباريات الفردية والزوجية نسخة محفوظة 2012-06-22 على موقع واي باك مشين.              | كريستينا كوكوفا 6–3، 6–4                               | جانينا تولين                               | كاتارينا لينرت إلين بويكينس                | كارولين دانيلز سيندي برغر يساليني بونافنتور كارينا إسيايان           |
| 18 يونيو | ألكمار، هولندا ملعب ترابي 10،000$ قرعة المباريات الفردية والزوجية نسخة محفوظة 2012-06-22 على موقع واي باك مشين.              | إلين بويكينس كيتلين ووريسكي 6–2، 6–4                   | كارولين دانيلز سفيتلانا بيراجينكا          | كاتارينا لينرت إلين بويكينس                | كارولين دانيلز سيندي برغر يساليني بونافنتور كارينا إسيايان           |
| 18 يونيو | كريستينه هامن، السويد ملعب ترابي 25،000$ قرعة المباريات الفردية والزوجية                                                     | ساشا جونز 6–4، 6–4                                     | ماجدا لينيت                                | كرمن إيلونا يلينا بوفينا                   | فاليريا سولوفيفا ساندرا روما أماندا كاريراس فيفيان سغنيني            |
| 18 يونيو | كريستينه هامن، السويد ملعب ترابي 25،000$ قرعة المباريات الفردية والزوجية                                                     | يلينا بوفينا فاليريا سولوفيفا 6–2، 6–2                 | فيكتوريا كيسياليفا كرمن إيلونا             | كرمن إيلونا يلينا بوفينا                   | فاليريا سولوفيفا ساندرا روما أماندا كاريراس فيفيان سغنيني            |
| 18 يونيو | كمبباسة، إيطاليا ملعب ترابي $10،000 قرعة المباريات الفردية والزوجية                                                          | فدريكا دي سارا 7–5، 6–2                                | آني أميراغيان                              | مارتينا دي جوزيبي بيانكا كوخ               | مارتينا كاكيوتي جوليا سوساريلو أليس موروني جوليا بيروني              |
| 18 يونيو | كمبباسة، إيطاليا ملعب ترابي $10،000 قرعة المباريات الفردية والزوجية                                                          | فدريكا دي سارا جوليا بيروني 6–2، 6–1                   | جوليا جاسبارري جوليا سوساريلو              | مارتينا دي جوزيبي بيانكا كوخ               | مارتينا كاكيوتي جوليا سوساريلو أليس موروني جوليا بيروني              |
| 18 يونيو | مدريد، إسبانيا ملعب ترابي $10،000 قرعة المباريات الفردية والزوجية                                                            | لورا شيدر 0–6، 7–5، 6–4                                | روثيو دي لا تور سانشيز                     | لوسيا سيرفيرا فاسكيز لينا-ماري هوفمان      | ألكسندرا زينوفكا تاتيانا بوا أولغا سايز لارا كانا دانيال             |
| 18 يونيو | مدريد، إسبانيا ملعب ترابي $10،000 قرعة المباريات الفردية والزوجية                                                            | تاتيانا بوا ميلينا فيريرو 6–4، 6–1                     | مارجريدا مورا أولغا باريس أزكويتا          | لوسيا سيرفيرا فاسكيز لينا-ماري هوفمان      | ألكسندرا زينوفكا تاتيانا بوا أولغا سايز لارا كانا دانيال             |
| 18 يونيو | شرم الشيخ، مصر ملعب صلب $10،000 قرعة المباريات الفردية والزوجية                                                              | فنيز تشان 6–7(5–7)، 6–3، 6–4                           | إيكاترينا ياشينا                           | آنا مورجينا ناديا عبد الله                 | بولينا مونوفا أليسا دانيلوفا ألينا ميخيفا إيكاترينا كليوفا           |
| 18 يونيو | شرم الشيخ، مصر ملعب صلب $10،000 قرعة المباريات الفردية والزوجية                                                              | سابرينا بامبوراك باربرا بونيتش 6–4، 7–6(7–0)           | بولينا مونوفا إيكاترينا ياشينا             | آنا مورجينا ناديا عبد الله                 | بولينا مونوفا أليسا دانيلوفا ألينا ميخيفا إيكاترينا كليوفا           |
| 25 يونيو | إنتشون، كوريا الجنوبية ملعب صلب $25٬000 قرعة المباريات الفردية والزوجية نسخة محفوظة 2013-01-19 على موقع واي باك مشين.        | تشان تشين وي 3–6، 2–6، 1–6                             | تشانغ لينغ                                 | لوكسيكا كومخوم نيشا ليرتبيتاكسينتشاي       | دوان ينغينغ ميكي ميامرا تشانغ كيلين إيكو ناكامورا                    |
| 25 يونيو | إنتشون، كوريا الجنوبية ملعب صلب $25٬000 قرعة المباريات الفردية والزوجية نسخة محفوظة 2013-01-19 على موقع واي باك مشين.        | ليانغ تشن سان شنجنان 3–6، 2–6                          | كيم جي يونغ يو مي                          | لوكسيكا كومخوم نيشا ليرتبيتاكسينتشاي       | دوان ينغينغ ميكي ميامرا تشانغ كيلين إيكو ناكامورا                    |
| 25 يونيو | بيريغو، فرنسا ملعب ترابي $25٬000 قرعة المباريات الفردية والزوجية نسخة محفوظة 2012-08-07 على موقع واي باك مشين.               | إيرينا خروماتشيفا 6–3، 6–2                             | مونيكا بويغ                                | ميرتل جورج إينيس فيرير سواريز              | يوريكا سما مارينا زانيفسكا ليتيسيا كوستاس ألكساندرينا نايدينوفا      |
| 25 يونيو | بيريغو، فرنسا ملعب ترابي $25٬000 قرعة المباريات الفردية والزوجية نسخة محفوظة 2012-08-07 على موقع واي باك مشين.               | ميلين أرويو ماريا إيروغيين 6–1، 6–2                    | ليتيسيا كوستاس إينيس فيرير سواريز          | ميرتل جورج إينيس فيرير سواريز              | يوريكا سما مارينا زانيفسكا ليتيسيا كوستاس ألكساندرينا نايدينوفا      |
| 25 يونيو | فاينهايجن-شتوتغارت، ألمانيا ملعب ترابي $25،000 قرعة المباريات الفردية والزوجية نسخة محفوظة 2012-10-23 على موقع واي باك مشين. | كاتيرينا كوزلوفا 3–6، 7–5، 6–4                         | فلورنسيا مولينيرو                          | تاتيانا مالك أنس جابر                      | ستيفاني فوجت إيلينا بوغدان سارة جرونرت كاثارينا ليهنرت               |
| 25 يونيو | فاينهايجن-شتوتغارت، ألمانيا ملعب ترابي $25،000 قرعة المباريات الفردية والزوجية نسخة محفوظة 2012-10-23 على موقع واي باك مشين. | ساندرا كليمينشيتس تاتيانا مالك 6–3، 6–2                | لينكا جريكوفا زوزانا لوكناروفا             | تاتيانا مالك أنس جابر                      | ستيفاني فوجت إيلينا بوغدان سارة جرونرت كاثارينا ليهنرت               |
| 25 يونيو | روما، إيطاليا ملعب ترابي $25،000 قرعة المباريات الفردية والزوجية                                                             | ماريا تيريزا تورو فلور 6–3، 6–0                        | تيريزا مردجا                               | رالوكا أولارو مارجاليتا تشاخناشفيلي        | كريستينا دينو جوليا جاتو مونتيكوني ناستازيا بورنيت ماري إيف بللوتيه  |
| 25 يونيو | روما، إيطاليا ملعب ترابي $25،000 قرعة المباريات الفردية والزوجية                                                             | ماري إيف بللوتيه لورا ثورب 6–0، 3–6، [10–8]            | جوليا كوهين فالنتينا إيفاخنينكو            | رالوكا أولارو مارجاليتا تشاخناشفيلي        | كريستينا دينو جوليا جاتو مونتيكوني ناستازيا بورنيت ماري إيف بللوتيه  |
| 25 يونيو | بلش، رومانيا ملعب ترابي $10،000 قرعة المباريات الفردية والزوجية                                                              | باتريسيا ماريا تيغ 6–4، 7–5                            | ألكسندرا داماشين                           | لورا-إيوانا أندري رالوكا إلينا بلاتون      | كاميليا هريستيا كلوديا دوميتريسكو تيريزا ماليكوفا أناستازيا فدوفينكو |
| 25 يونيو | بلش، رومانيا ملعب ترابي $10،000 قرعة المباريات الفردية والزوجية                                                              | لورا-إيوانا أندري رالوكا إلينا بلاتون 5–7، 6–3، [10–8] | كاميليا هريستيا أليس-أندرادا رادو          | لورا-إيوانا أندري رالوكا إلينا بلاتون      | كاميليا هريستيا كلوديا دوميتريسكو تيريزا ماليكوفا أناستازيا فدوفينكو |
| 25 يونيو | بوفالو، الولايات المتحدة ملعب ترابي $10،000 قرعة المباريات الفردية والزوجية                                                  | جيمي لوب 7–6(7–5)، 6–2                                 | تورنادو أليسا بلاك                         | نيكول فرانكل أليكسيس كينج                  | فاطمة النبهاني نيكا كوكهارشوك جاكلين كاكو كريستي فرلينج              |
| 25 يونيو | بوفالو، الولايات المتحدة ملعب ترابي $10،000 قرعة المباريات الفردية والزوجية                                                  | نيكا كوكهارشوك جيمي لوب 1–6، 6–3، [10–8]               | فاطمة النبهاني جاكلين كاكو                 | نيكول فرانكل أليكسيس كينج                  | فاطمة النبهاني نيكا كوكهارشوك جاكلين كاكو كريستي فرلينج              |
| 25 يونيو | إزمير، تركيا ملعب صلب $10،000 قرعة المباريات الفردية والزوجية                                                                | يوليا كالابينا 4–6، 6–2، 6–3                           | بيرميت دوفاناييفا                          | آنا بوغدان تيودورا ميرسك                   | ميليس سيزر أجني ستيفانو ستيفاني سيموني ميليسا شيهوفيتش               |
| 25 يونيو | إزمير، تركيا ملعب صلب $10،000 قرعة المباريات الفردية والزوجية                                                                | آنا بوغدان تيودورا ميرسك 6–3، 3–0، متقاعدة             | آبي مايرز ميليس سيزر                       | آنا بوغدان تيودورا ميرسك                   | ميليس سيزر أجني ستيفانو ستيفاني سيموني ميليسا شيهوفيتش               |
| 25 يونيو | مليلية، إسبانيا ملعب صلب $10،000 قرعة المباريات الفردية والزوجية                                                             | روثيو دي لا توري سانشيز 6–0، 7–5                       | ألكساندرا نانكاراو                         | كانا دانيل كارولينا براتس ميّلان            | ديانا ستومليغا ماريا خيسوس إيبانيز غاليندو تاتيانا بوا أليسيا بيرين  |
| 25 يونيو | مليلية، إسبانيا ملعب صلب $10،000 قرعة المباريات الفردية والزوجية                                                             | تاتيانا بوا ميلينا فيريرو 7–5، 6–2                     | ماريونا ديل بيرال فرانسين شارلوت رومر      | كانا دانيل كارولينا براتس ميّلان            | ديانا ستومليغا ماريا خيسوس إيبانيز غاليندو تاتيانا بوا أليسيا بيرين  |
| 25 يونيو | بروكوبليي، صربيا ملعب ترابي $10،000 قرعة المباريات الفردية والزوجية                                                          | آنا سافيتش 6–2، 6–4                                    | شانتال شكاملوفا                            | إيفانا جوروفيتش فيكتوريا راجيسيك           | يوفانا جاكشيتش ماريا موخ مارينا لازيتش بولينا ليكينا                 |
| 25 يونيو | بروكوبليي، صربيا ملعب ترابي $10،000 قرعة المباريات الفردية والزوجية                                                          | لينا غورشيسكا داليا زافيروفا 6–3، 6–2                  | هوليا إيسن لطفيية إيسن                     | إيفانا جوروفيتش فيكتوريا راجيسيك           | يوفانا جاكشيتش ماريا موخ مارينا لازيتش بولينا ليكينا                 |
| 25 يونيو | بريدا، هولندا ملعب ترابي $10،000 قرعة المباريات الفردية والزوجية                                                             | أنجيليك فان دير ميت 6–2، 6–4                           | أنييزي زوكيني                              | يساليني بونافنتور زينيا كنول               | نيكوليت فان أوتيرت كيتلين ووريسكي بيرنيس فان دي فيلد كارولين دانيلز  |
| 25 يونيو | بريدا، هولندا ملعب ترابي $10،000 قرعة المباريات الفردية والزوجية                                                             | يساليني بونافنتور إيزابيلا شنيكوفا 6–4، 7–6(7–5)       | كارولين دانيلز زينيا كنول                  | يساليني بونافنتور زينيا كنول               | نيكوليت فان أوتيرت كيتلين ووريسكي بيرنيس فان دي فيلد كارولين دانيلز  |
| 25 يونيو | يستاد، السويد ملعب ترابي $25،000 قرعة المباريات الفردية والزوجية                                                             | كارينا ويثوفت 6–2، 6–1                                 | فاليريا سولوفيفا                           | كرمن إيلونا ميرفانا يوجيتش سالكيتش         | نيكول روتمان كويرين ليموين شو وين-هسين بترا رامبري                   |
| 25 يونيو | يستاد، السويد ملعب ترابي $25،000 قرعة المباريات الفردية والزوجية                                                             | ماجدا لينيت كاتارزينا بيتر 6–3، 6–3                    | أوكسانا كالاشنيكوفا لينكا وينروفا          | كرمن إيلونا ميرفانا يوجيتش سالكيتش         | نيكول روتمان كويرين ليموين شو وين-هسين بترا رامبري                   |
| 25 يونيو | شرم الشيخ، مصر ملعب صلب $10،000 قرعة المباريات الفردية والزوجية                                                              | زالينا خيرودينوفا 5–7، 6–2، 7–5                        | آنا مورجينا                                | يكاترينا ياشينا باربارا بونيتش             | فارفارا كوزنتسوفا بولينا مونوفا ناديا عبد الله فنيز تشان             |
| 25 يونيو | شرم الشيخ، مصر ملعب صلب $10،000 قرعة المباريات الفردية والزوجية                                                              | بولينا مونوفا يكاترينا ياشينا 7–5، 4–6، [10–8]         | كاميلا كيرمباييفا زالينا خيرودينوفا        | يكاترينا ياشينا باربارا بونيتش             | فارفارا كوزنتسوفا بولينا مونوفا ناديا عبد الله فنيز تشان             |
| 25 يونيو | باتايا، تايلاند ملعب صلب $10،000 قرعة المباريات الفردية والزوجية                                                             | آنا تيولبا 6–4، 6–2                                    | Zhu Lin                                    | أبيتشايا رونجلردكريانكراي نونجنادا واناسوك | ناباتساكورن سانكايو يورينا كوشينو تشيهيرو نومومي نيفيس باريتش        |
| 25 يونيو | باتايا، تايلاند ملعب صلب $10،000 قرعة المباريات الفردية والزوجية                                                             | تايرا كالدروود ديان هولاندز 6–1، 6–3                   | دينج منجنينج تشاو كيانكيان                 | أبيتشايا رونجلردكريانكراي نونجنادا واناسوك | ناباتساكورن سانكايو يورينا كوشينو تشيهيرو نومومي نيفيس باريتش        |

## الروابط الخارجية
- "10،600 لاعبة، 1135 حدثًا: جولة الاتحاد الدولي لكرة المضرب العالمية للسيدات لعام 2023 بالأرقام". الاتحاد الدولي لكرة المضرب. مؤرشف من الأصل في 2025-07-01. اطلع عليه بتاريخ 2024-01-02.
- "أجندة جولة الاتحاد الدولي لكرة المضرب العالمية للسيدات". الاتحاد الدولي لكرة المضرب. مؤرشف من الأصل في 2024-10-07. اطلع عليه بتاريخ 2024-01-02.
- الاتحاد الدولي لكرة المضرب